# Biserica fortificată din Bunești

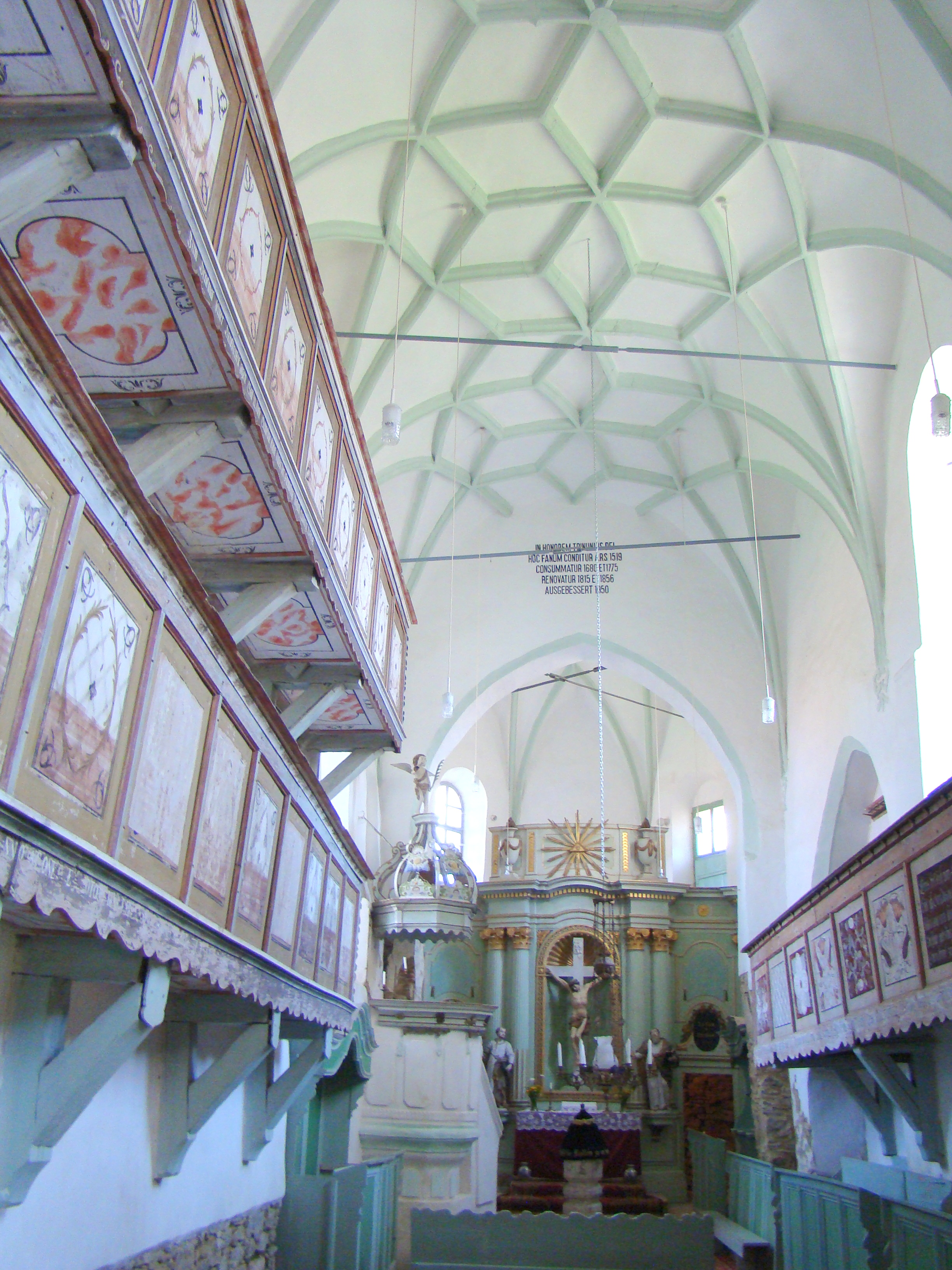
Biserica evanghelică fortificată din Bunești, județul Brașov, iunie 2019.

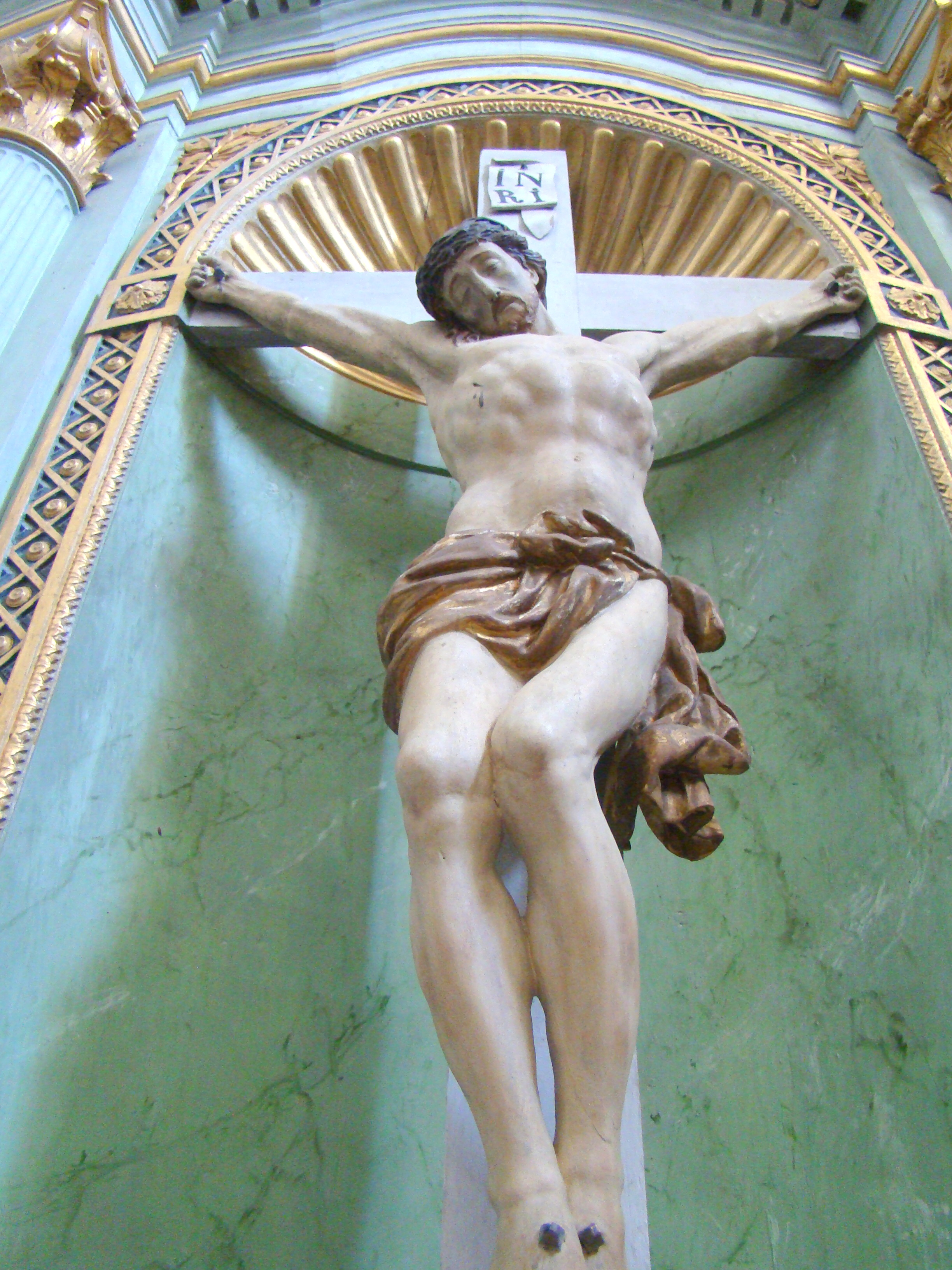
Altarul bisericii evanghelice din Bunești

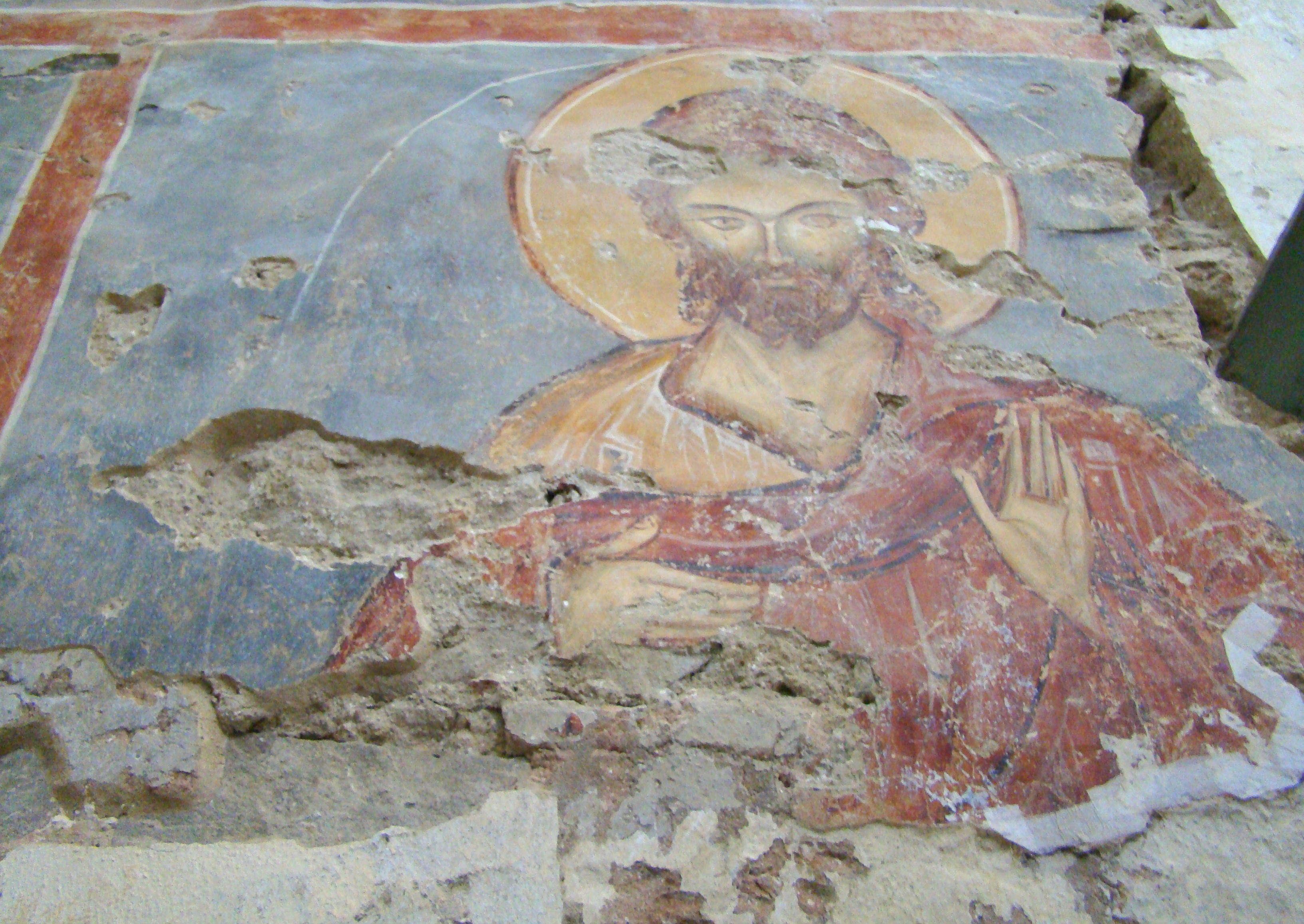
Frescă decapată de sub tencuială

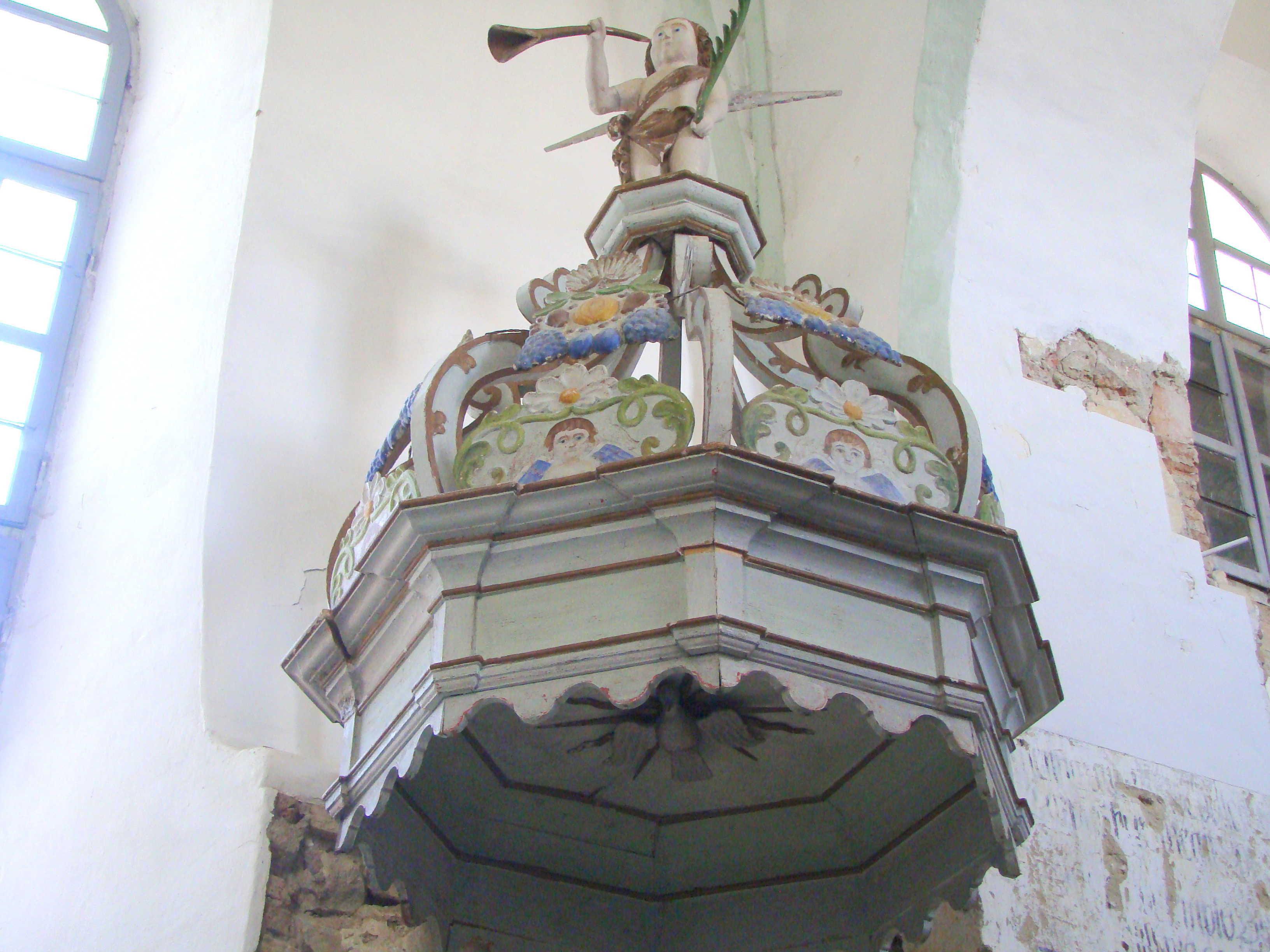
Coronamentul amvonului

Biserica fortificată din Bunești este un ansamblu de monumente istorice aflat pe teritoriul satului Bunești, comuna Bunești. În Repertoriul Arheologic Național, monumentul apare cu codul 40713.12.
Ansamblul este format din următoarele monumente:
- Biserica evanghelică fortificată (cod LMI BV-II-m-A-11620.01)
- Incinta fortificată, cu 4 turnuri și turn al porții, zwinger (cod LMI BV-II-m-A-11620.02)

## Localitatea
Bunești, vechea denumire românească Bundorf, (în dialectul săsesc Bondorf, Bondref, Bodndref, în germană Bodendorf, Budendorf, în maghiară Szászbuda) este satul de reședință al comunei cu același nume din județul Brașov, Transilvania, România.

## Biserica
După părerea cercetătorilor biserica a fost concepută într-o primă fază (sfârșitul secolului al XIII-lea, începutul secolului al XIV-lea) ca o bazilică cu trei nave. Urmele arcelor din pereții de separare dintre nava centrală și navele laterale se văd pe peretele de nord în exterior și la interior, iar pe peretele de sud la interior.
Cea mai veche parte conservată este zona corului cu absida. Se vede că aici contraforții au fost construiți de la început, solidar cu zidul, după cum se obișnuia în cazul absidelor. Pe laturile absidelor se văd urmele a trei ferestre astupate, acoperite cu arc semicircular, dintre care una transformată la exterior în nișă, care începe la 1,15 m de nivelul de călcare. Probabil că aceste ferestre au aparținut fazei originare. În nișa de pe peretele absidal de nord apare data 1548, când se poate considera că ferestrele erau deja astupate.
Contraforții poartă pe arce un drum de strajă, acest sistem de anvelopă de fortificație este tipic pentru fortificațiile din secolul al XVI-lea.
Turnul a fost probabil gândit din prima fază a construcției, inclusiv contraforții de la colțuri. Probabil într-o primă fază a fost ridicat până la nivelul acoperișului. În jur de 1847, când a fost adăugată partea de sus a turnului, în zidărie de cărămidă, a fost consolidată și baza.
Pe partea de nord a navei spre cor se află o sacristie, ce a fost interpretată ca un rest din vechea navă sau a fost adăugată în cursul secolului XVIII, când funcția de apărare nu mai era esențială.
Nava bisericii are deasupra contraforților arcade caracteristice pentru scopuri defensive, în timp ce corul dispune de orificii pentru turnat smoală, situate pe două nivele. Construită în secolul XIV și fortificată la începutul secolului XVI, biserica este o bazilică de tranziție de la romanic la gotic.
Altarul, realizat din lemn, în stil clasicist, este datat 1805. Aceeași dată este valabilă și pentru orga aflată deasupra acestuia, construită în stil rococo de Johannes Hahn junior. În anul 2007 a fost transferată la Brasov, restaurată și amplasată în Biserica Sf. Martin din Brașov.
Cristelnița din piatră poartă o inscripție de Renaștere târzie (secolul XVII). Probabil într-unul din aceste șantiere, vechile ferestre gotice au dispărut în favoarea altora, mai simple, cu închideri semicirculare și ancadramente aparente, din stuc.
Dispune de o curtină neregulat-poligonală, la care regăsim întregul arsenal de componente de apărare, ale unei biserici fortificate: contraforturi, turnuri la toate punctele cardinale. Toate turnurile sunt pe baze pătrate, însă inegale ca dimensiuni. Cel mai important este cel de la nord-vest, în care s-a locuit odinioară, urmat, în ordine descrescătoare, de turnurile de sud, nord și est.

## Imagini din exterior

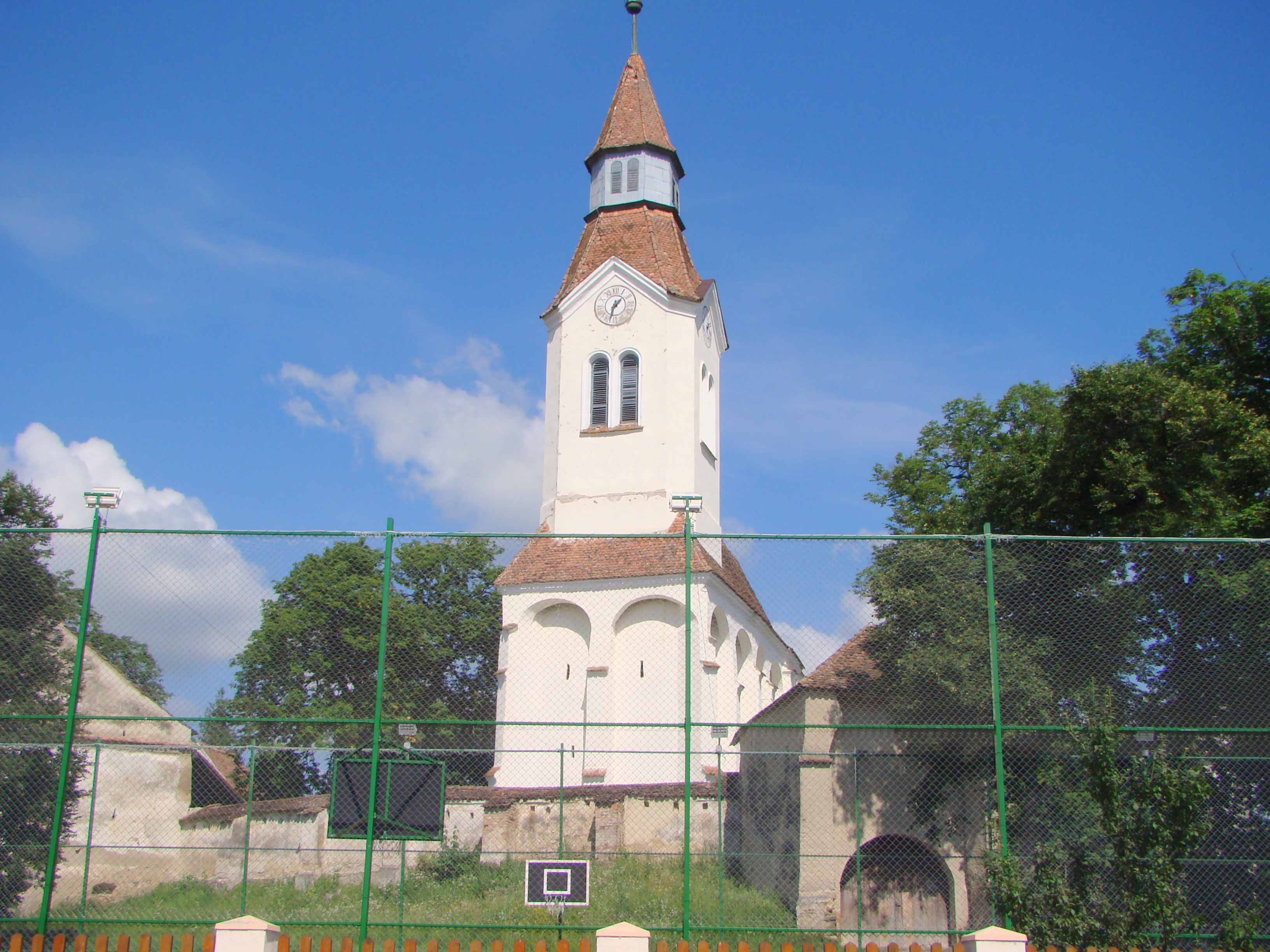
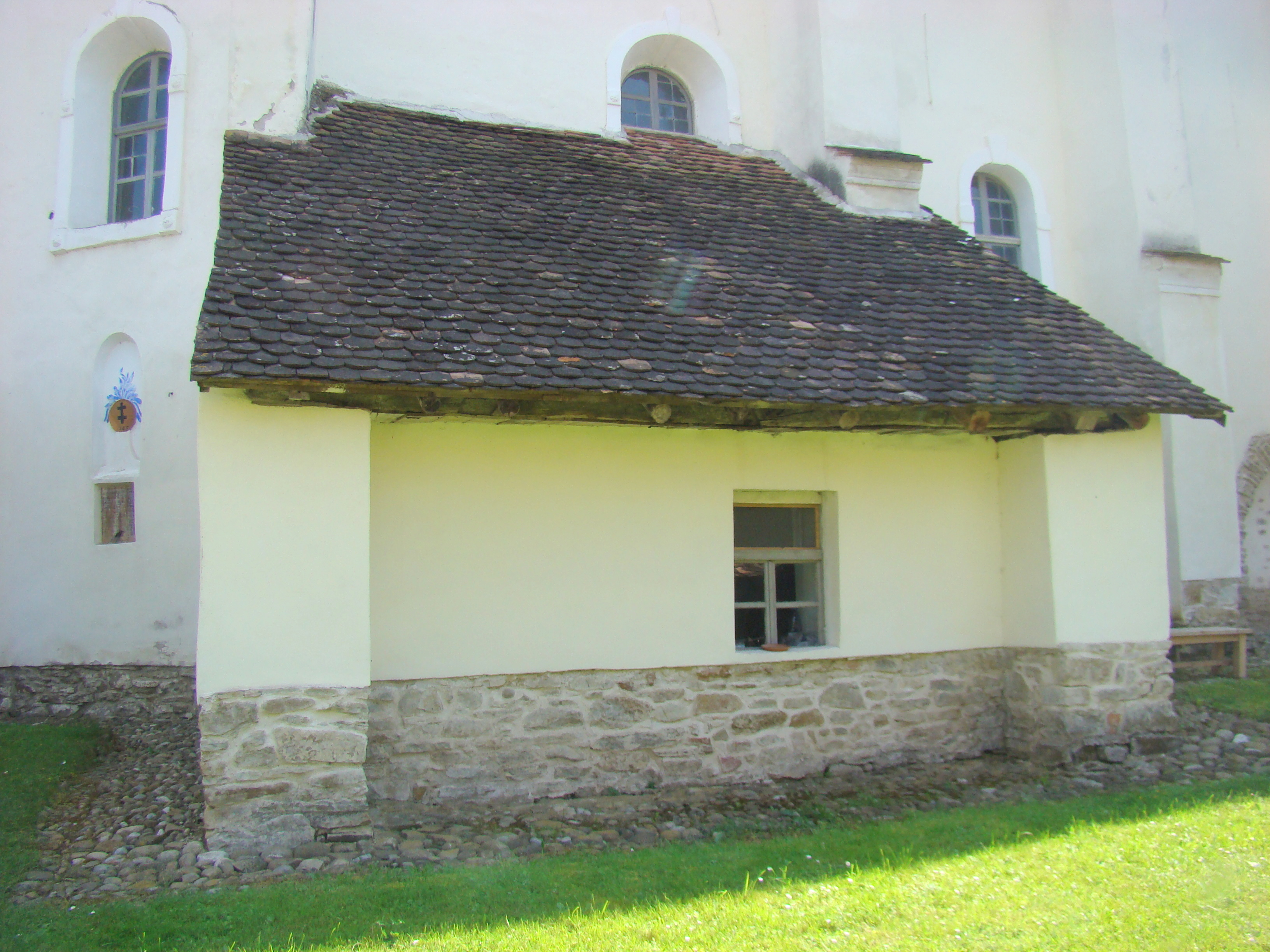
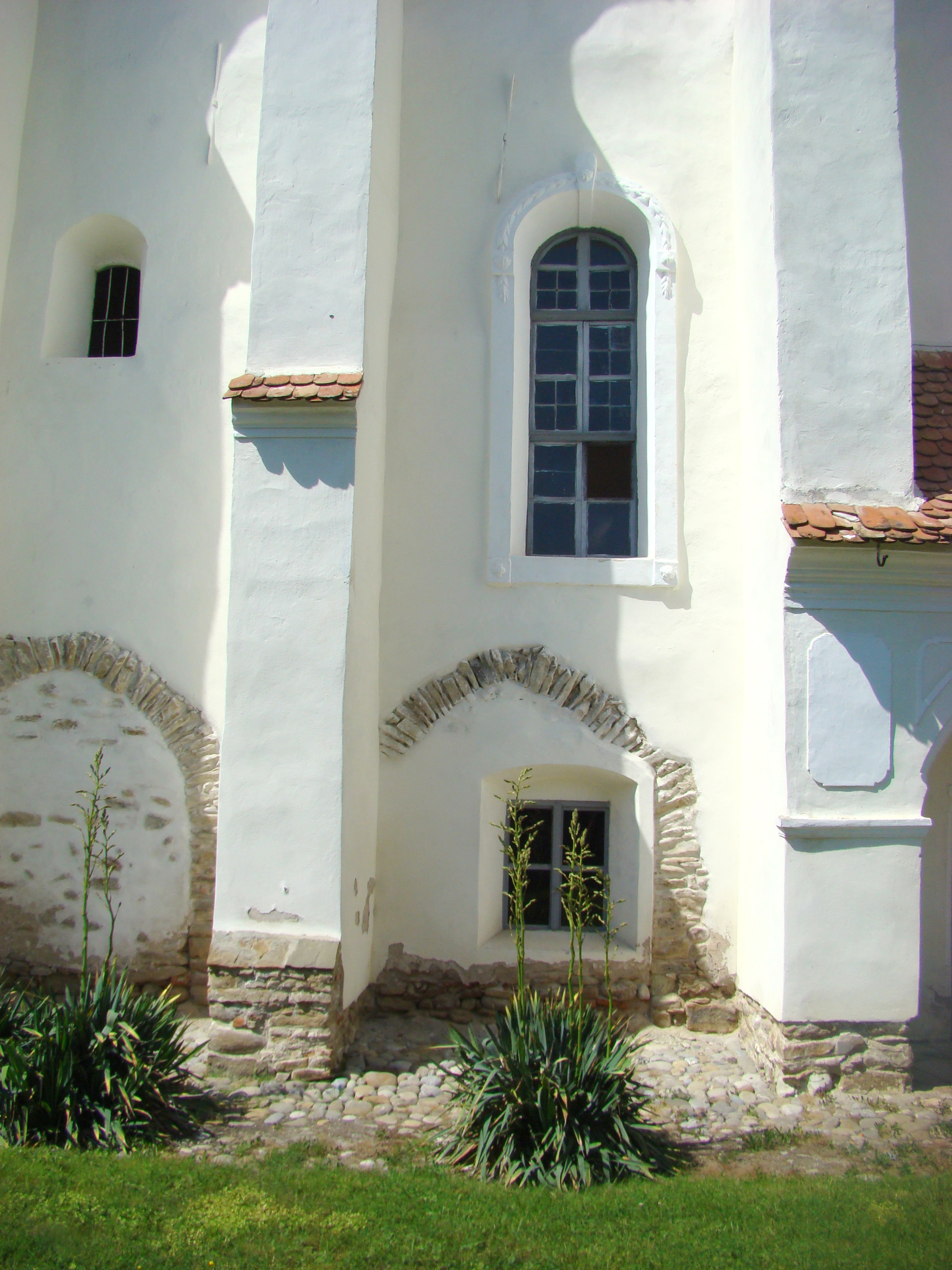
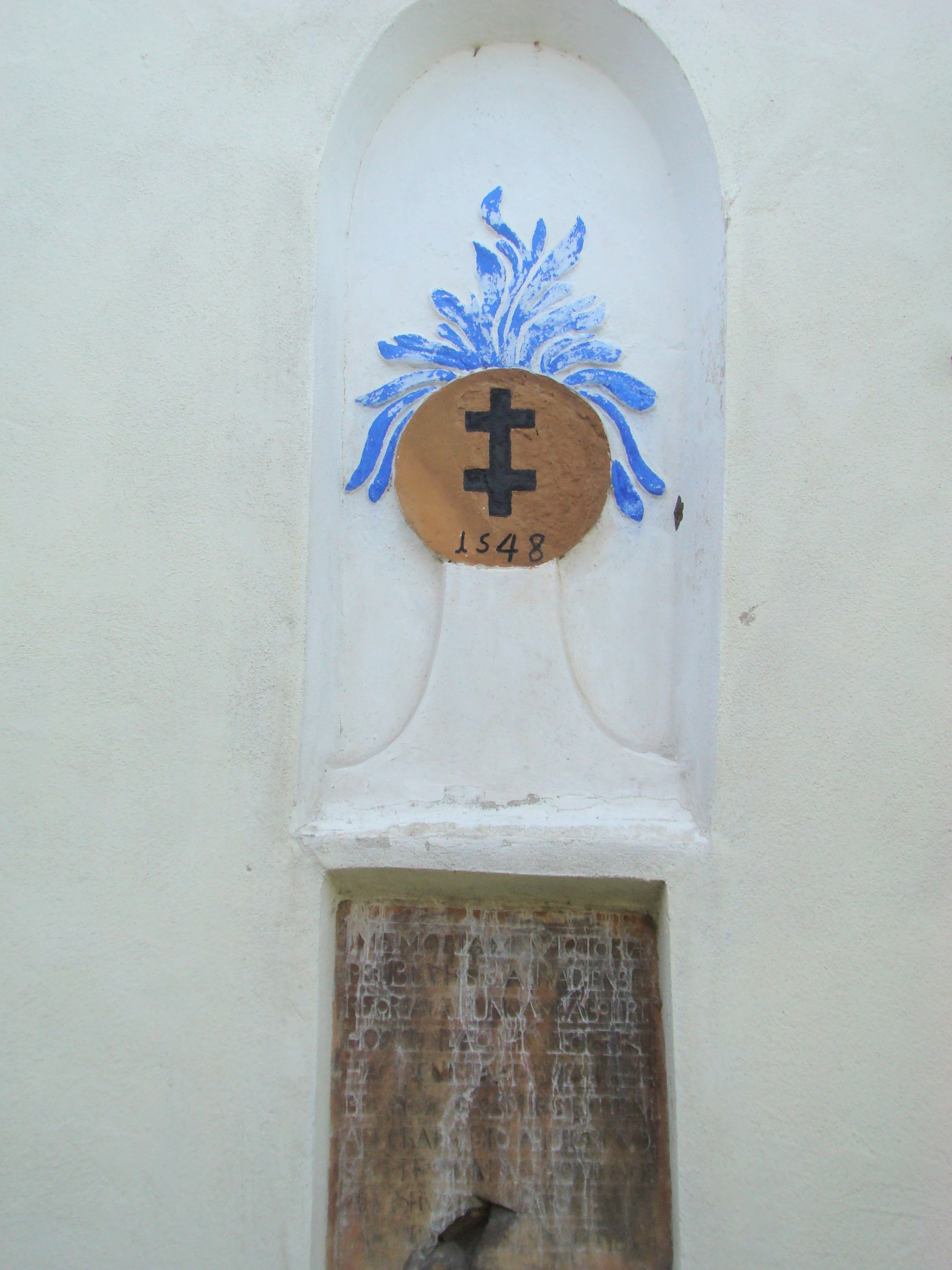
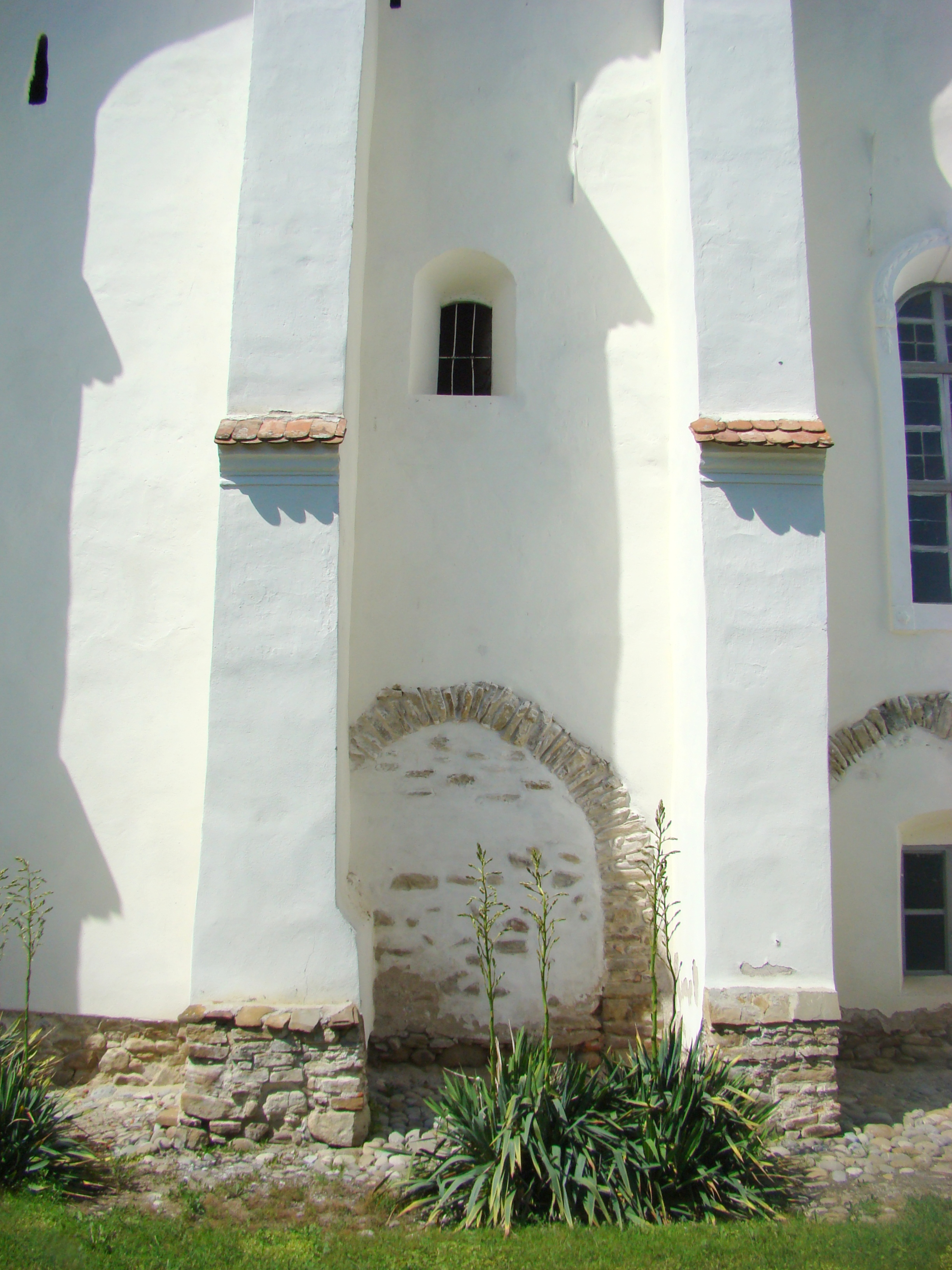
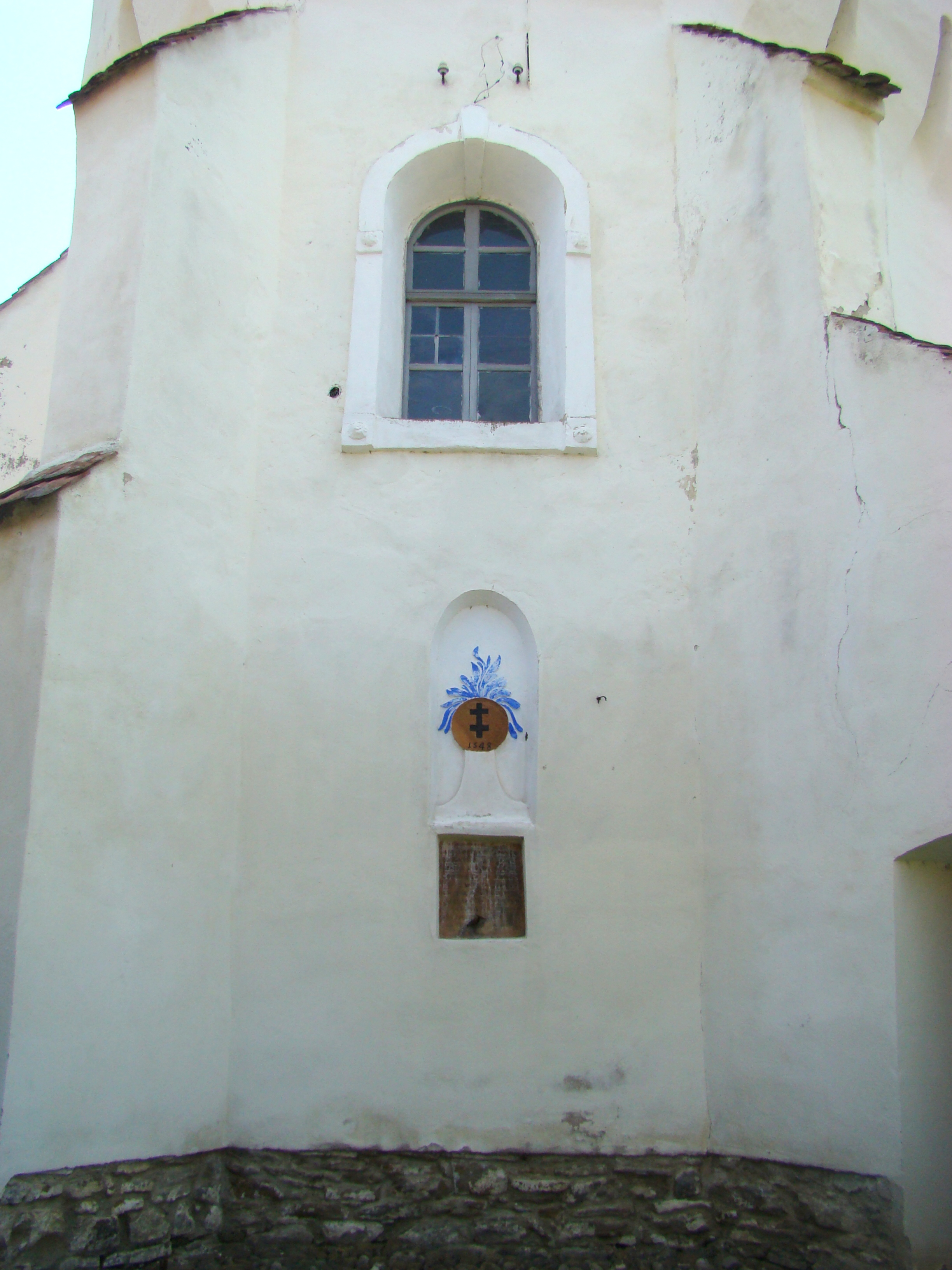
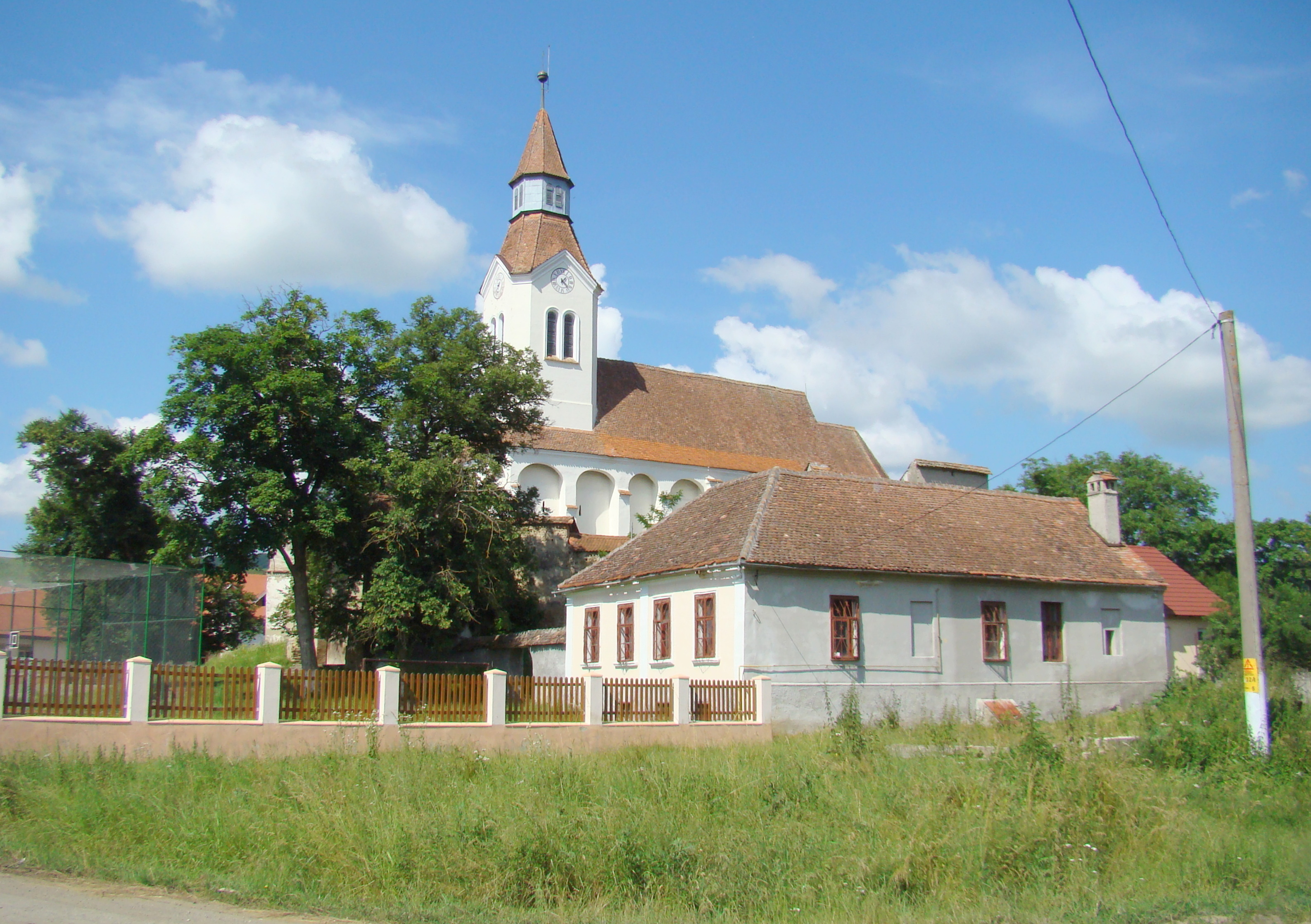
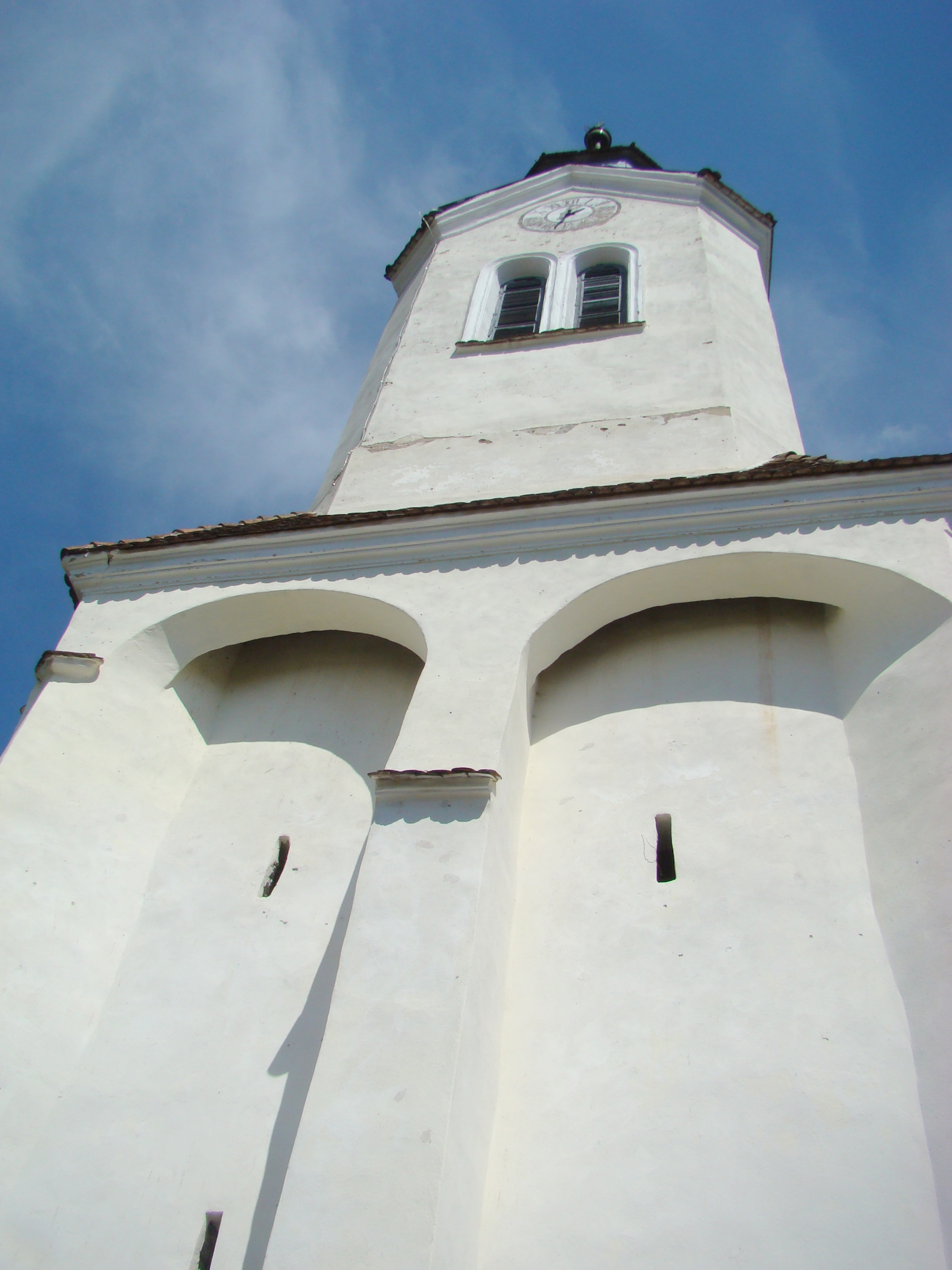
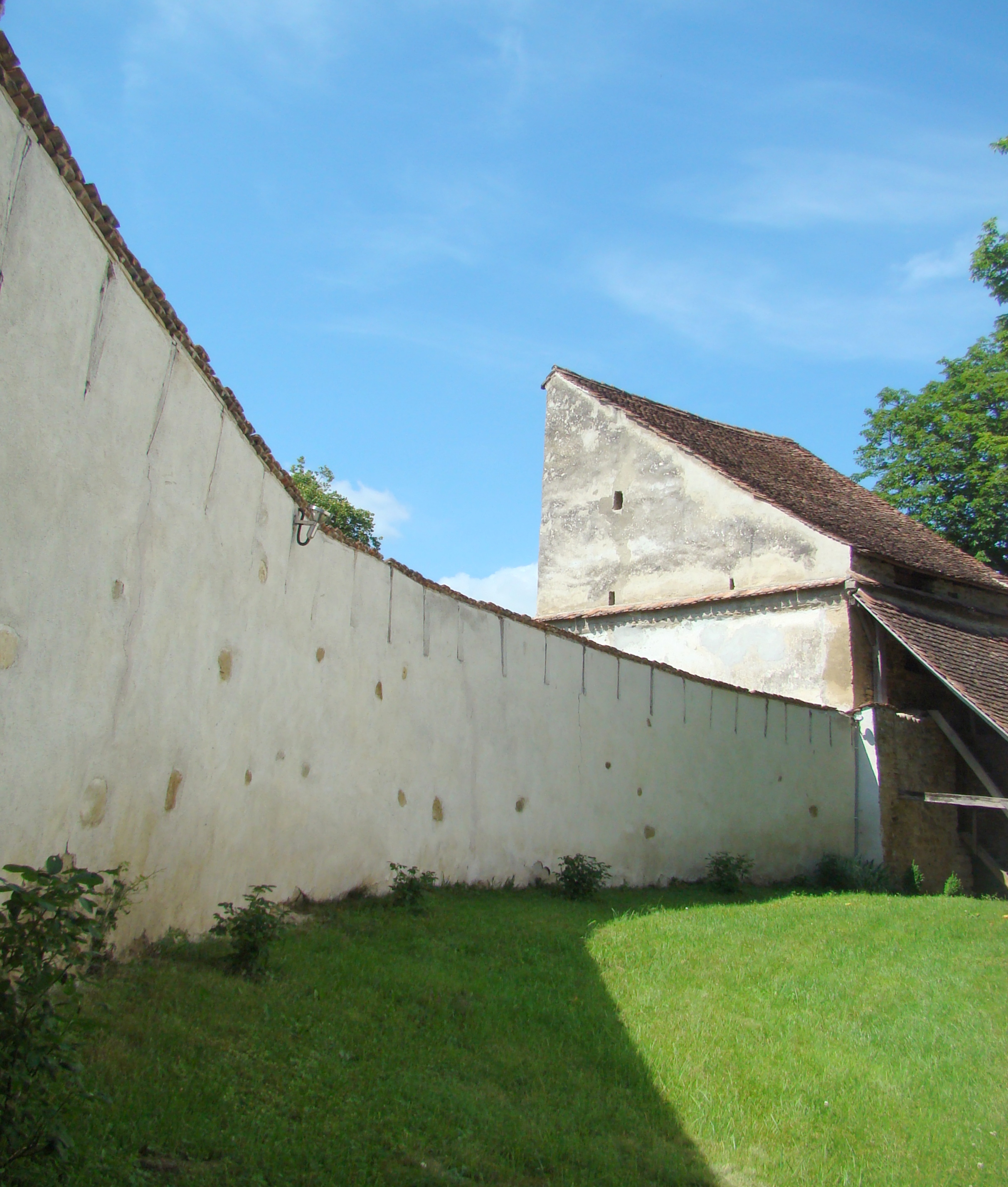
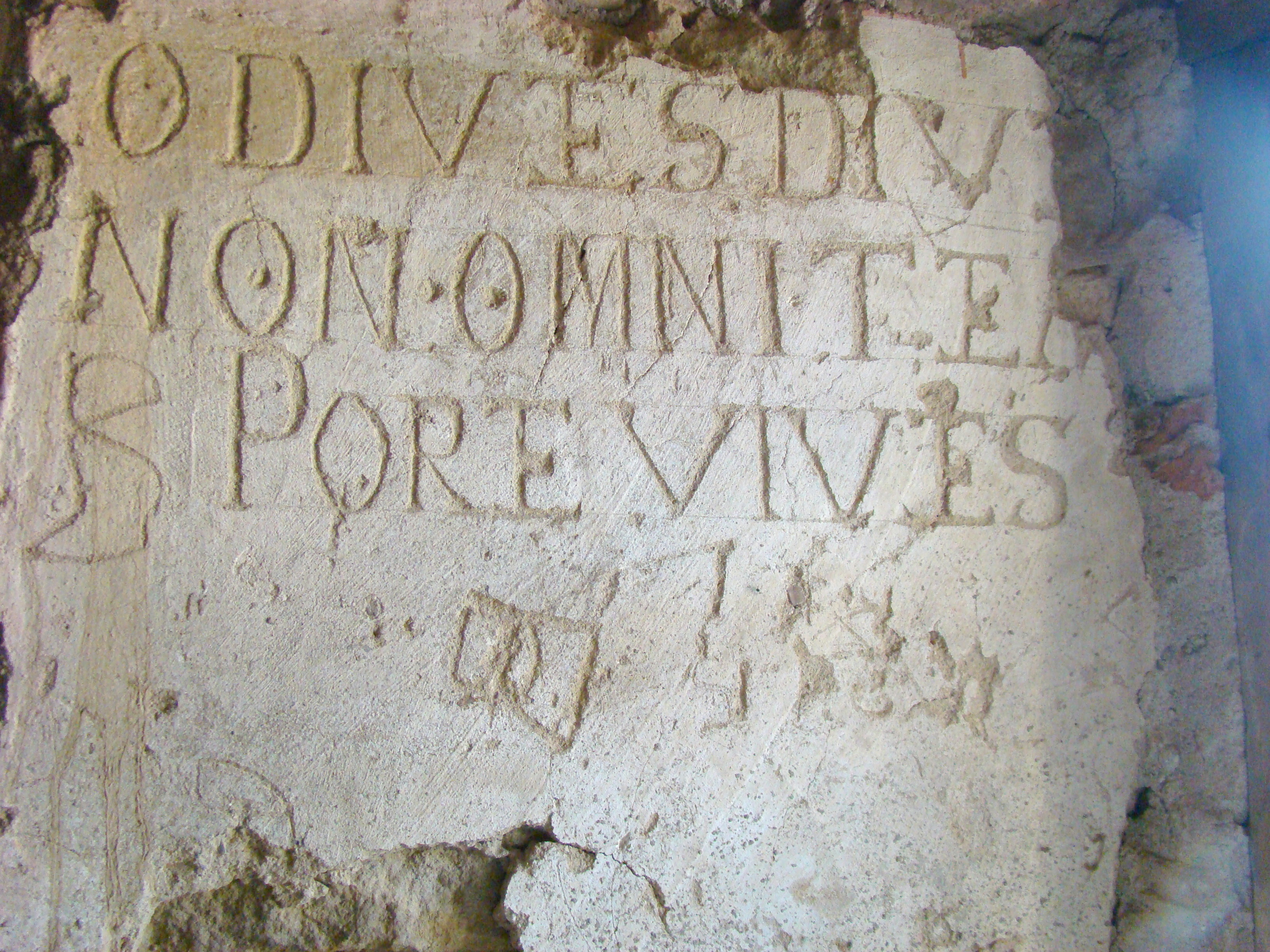
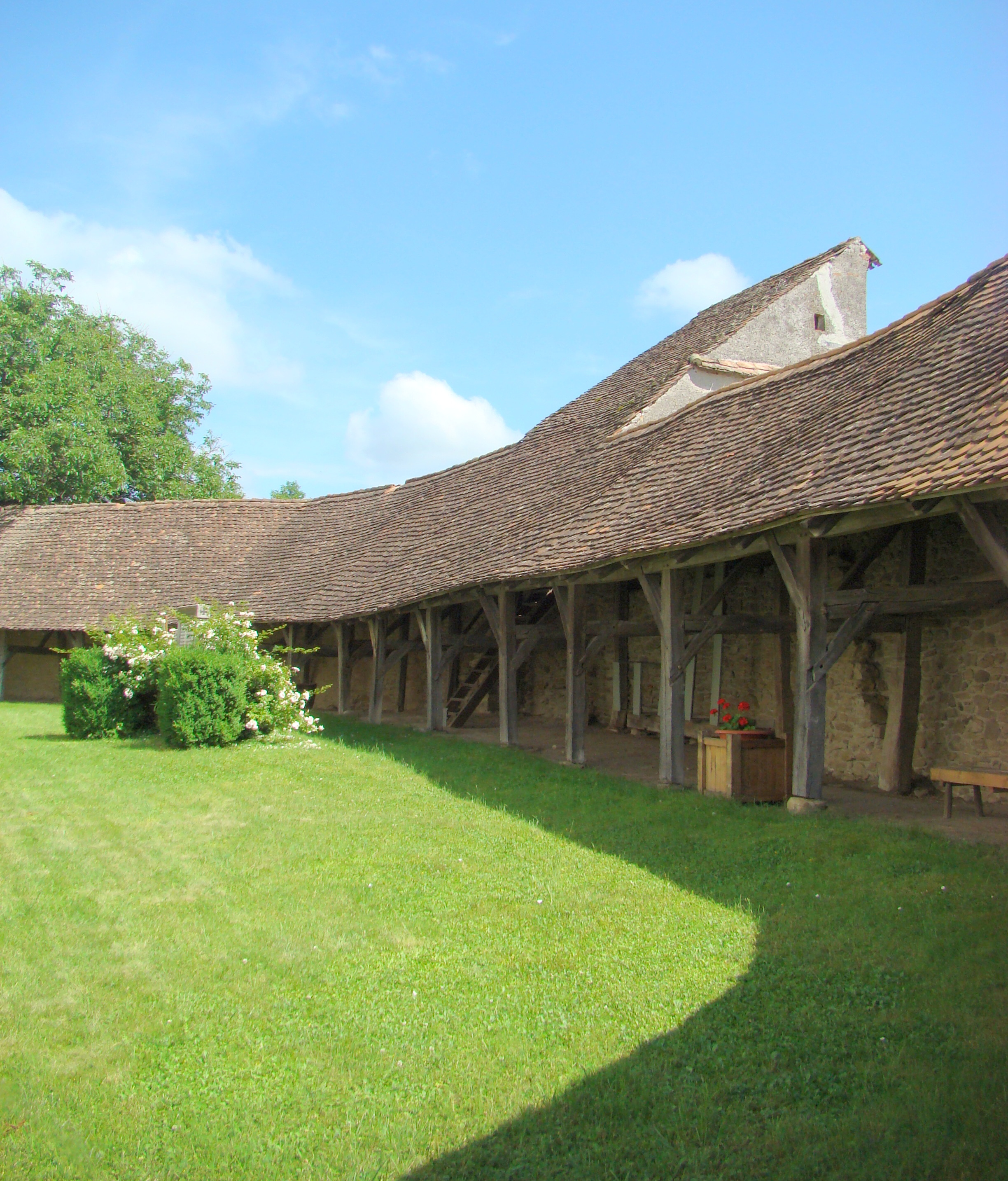
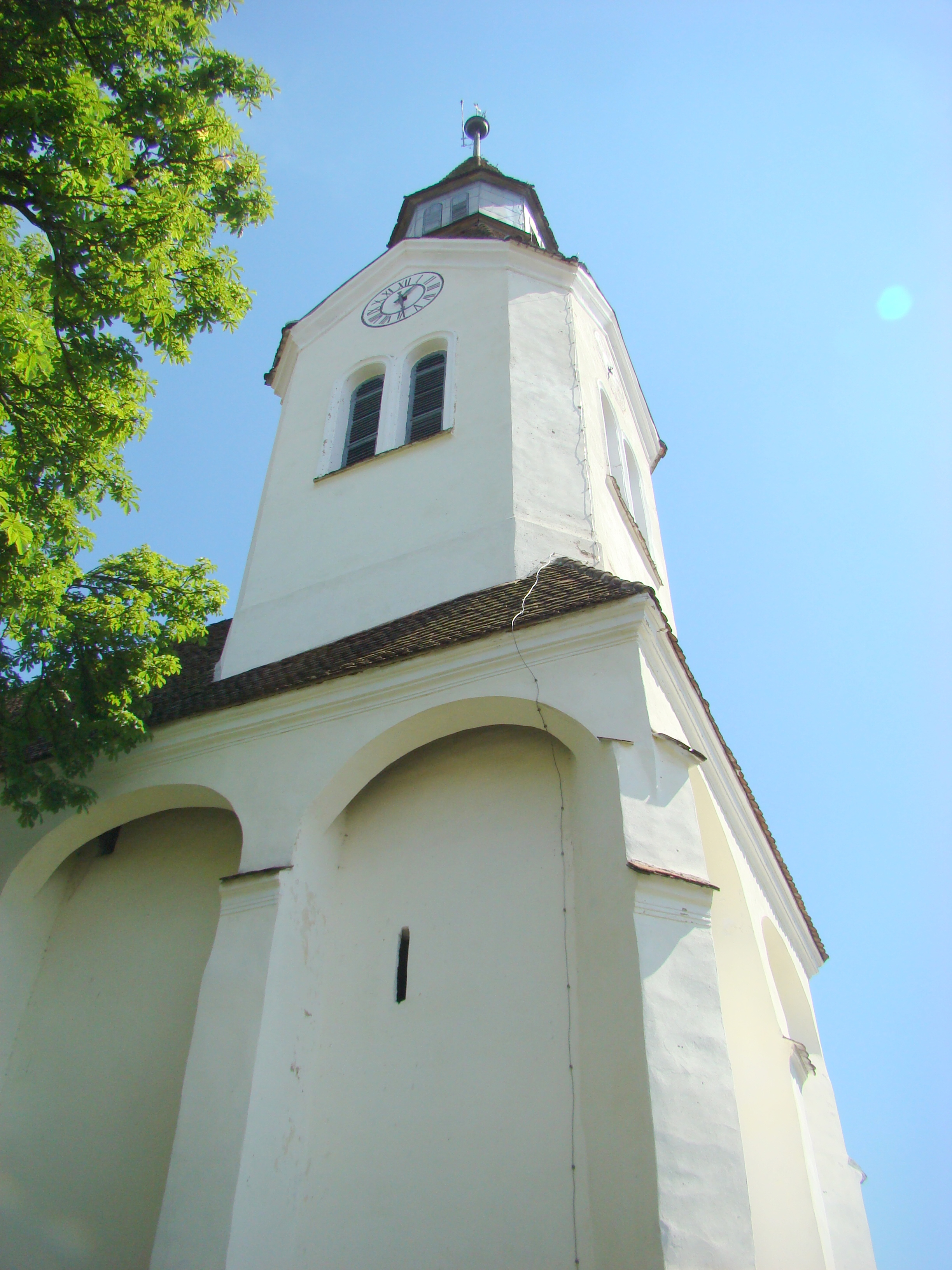
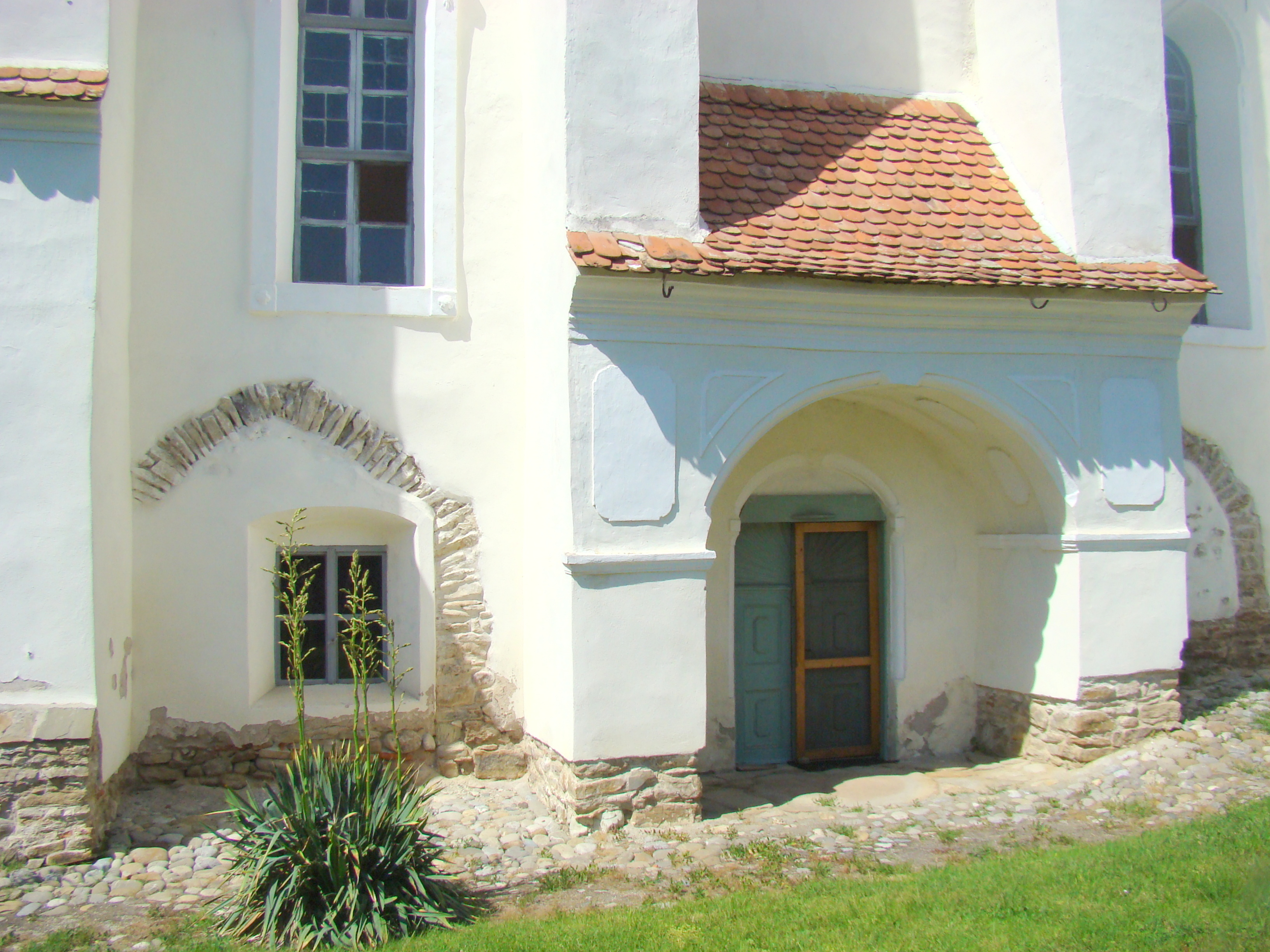
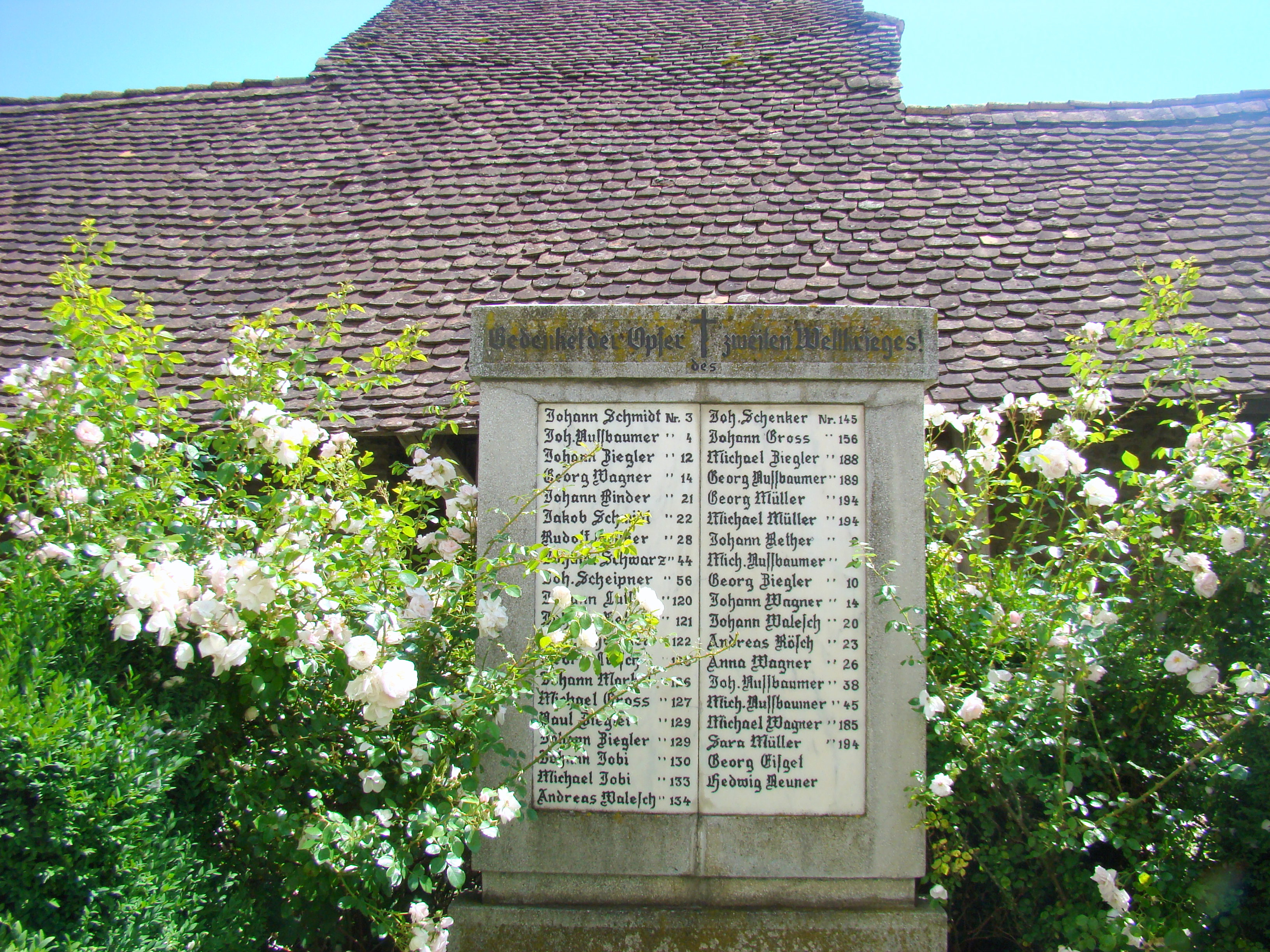
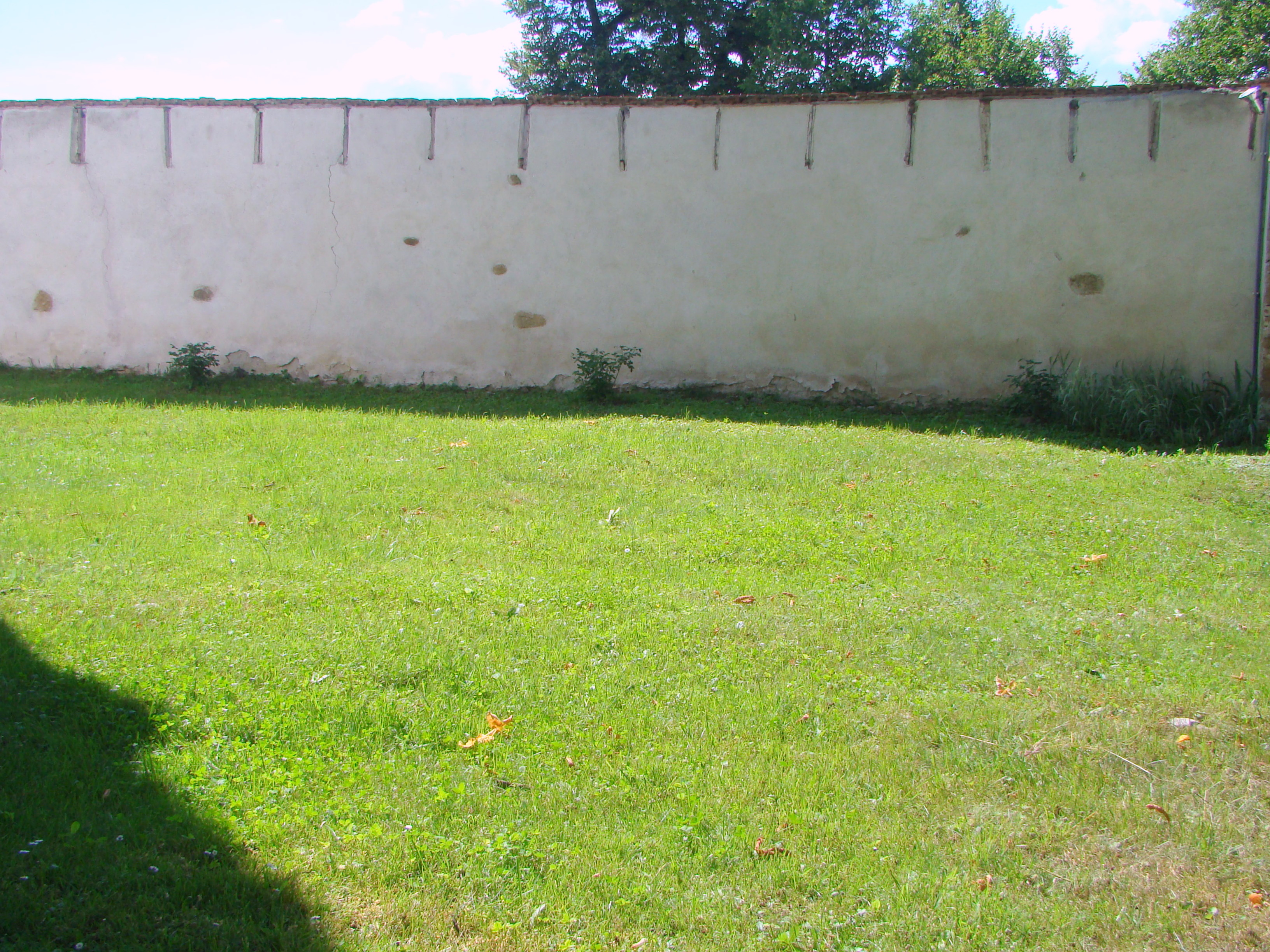
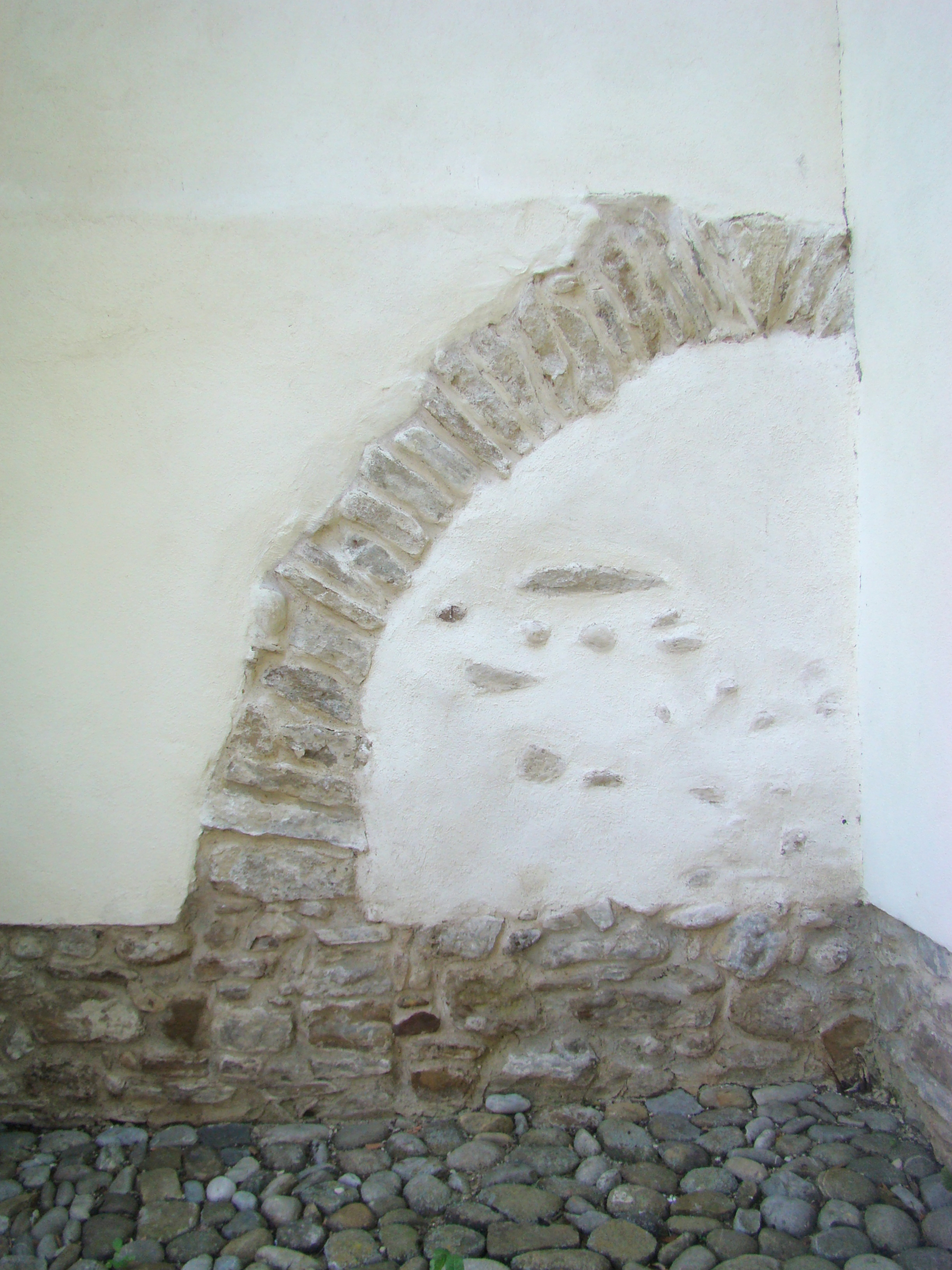
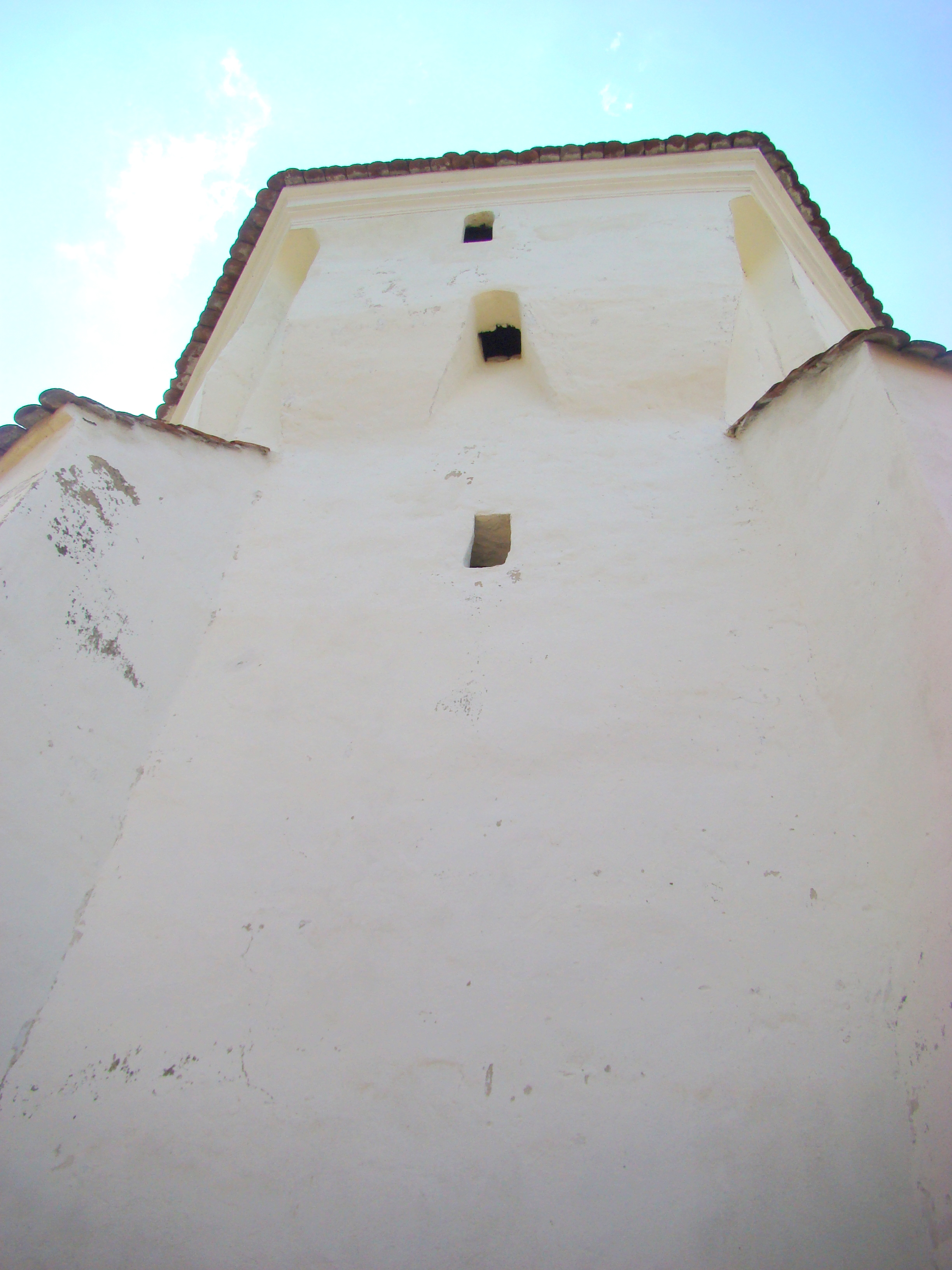
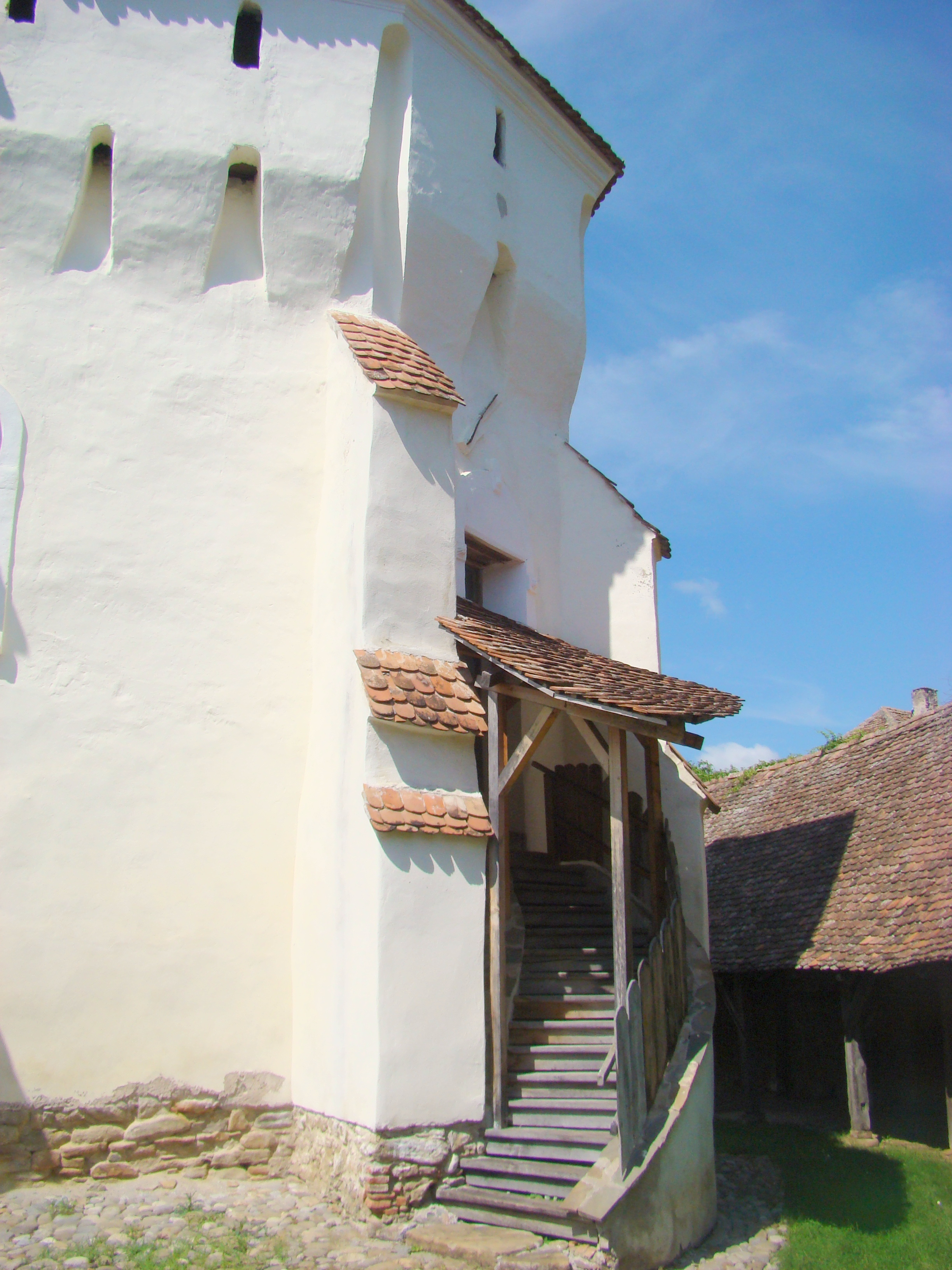

## Vezi și
- Bunești, Brașov

## Imagini din interior

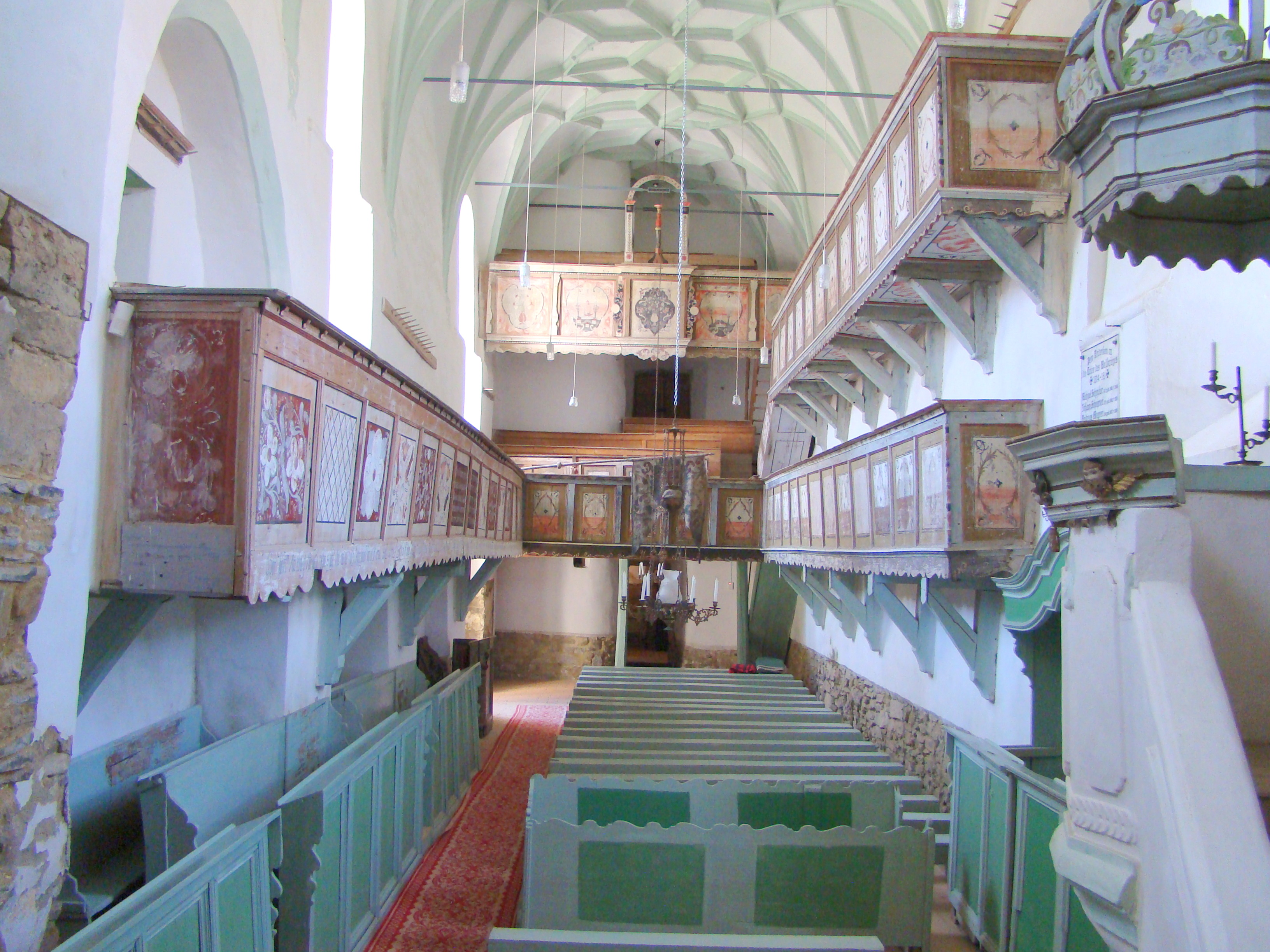
Interiorul bisericii spre emporele de vest
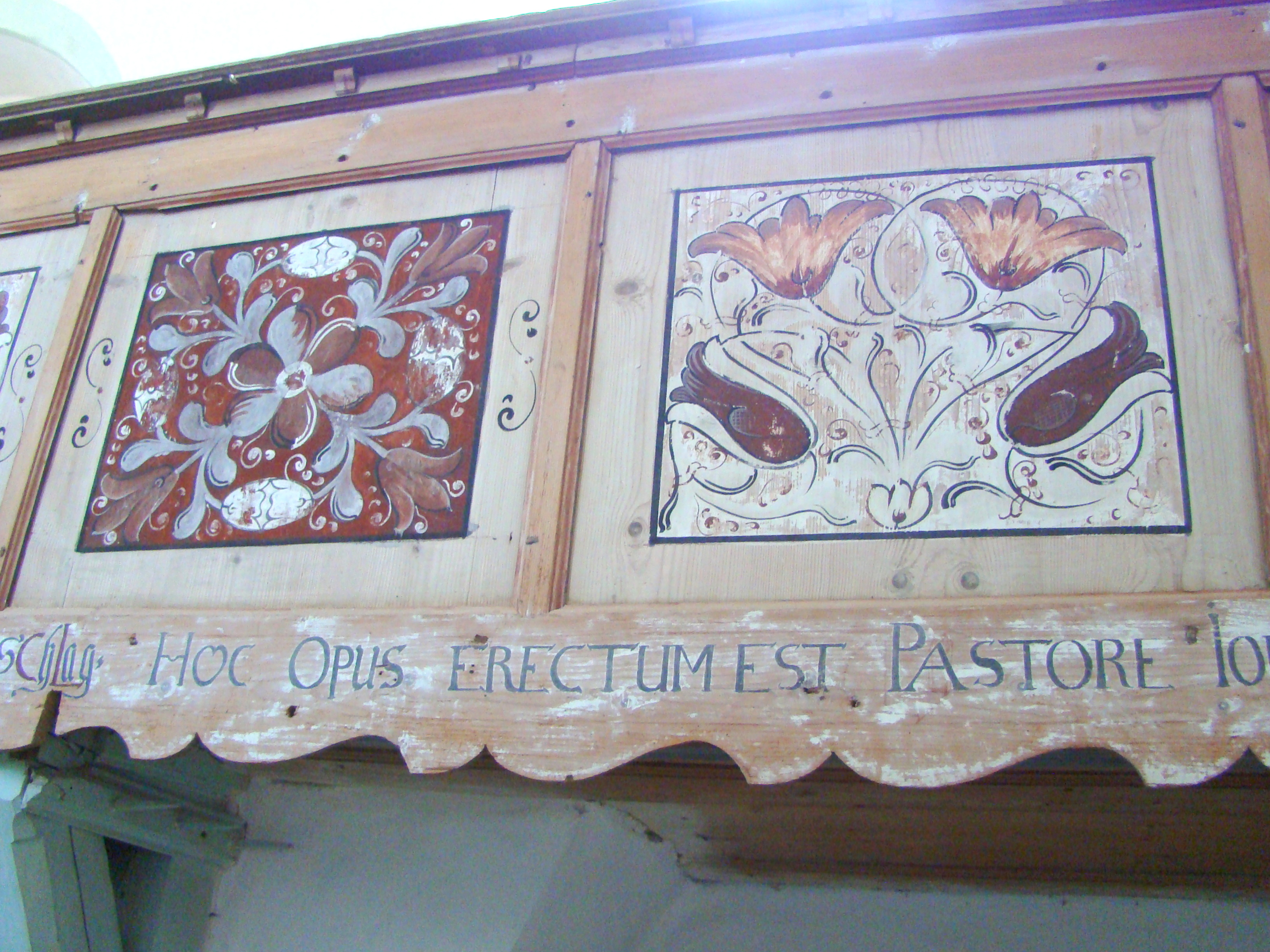
Casete de lemn pictat la parapetul tribunei
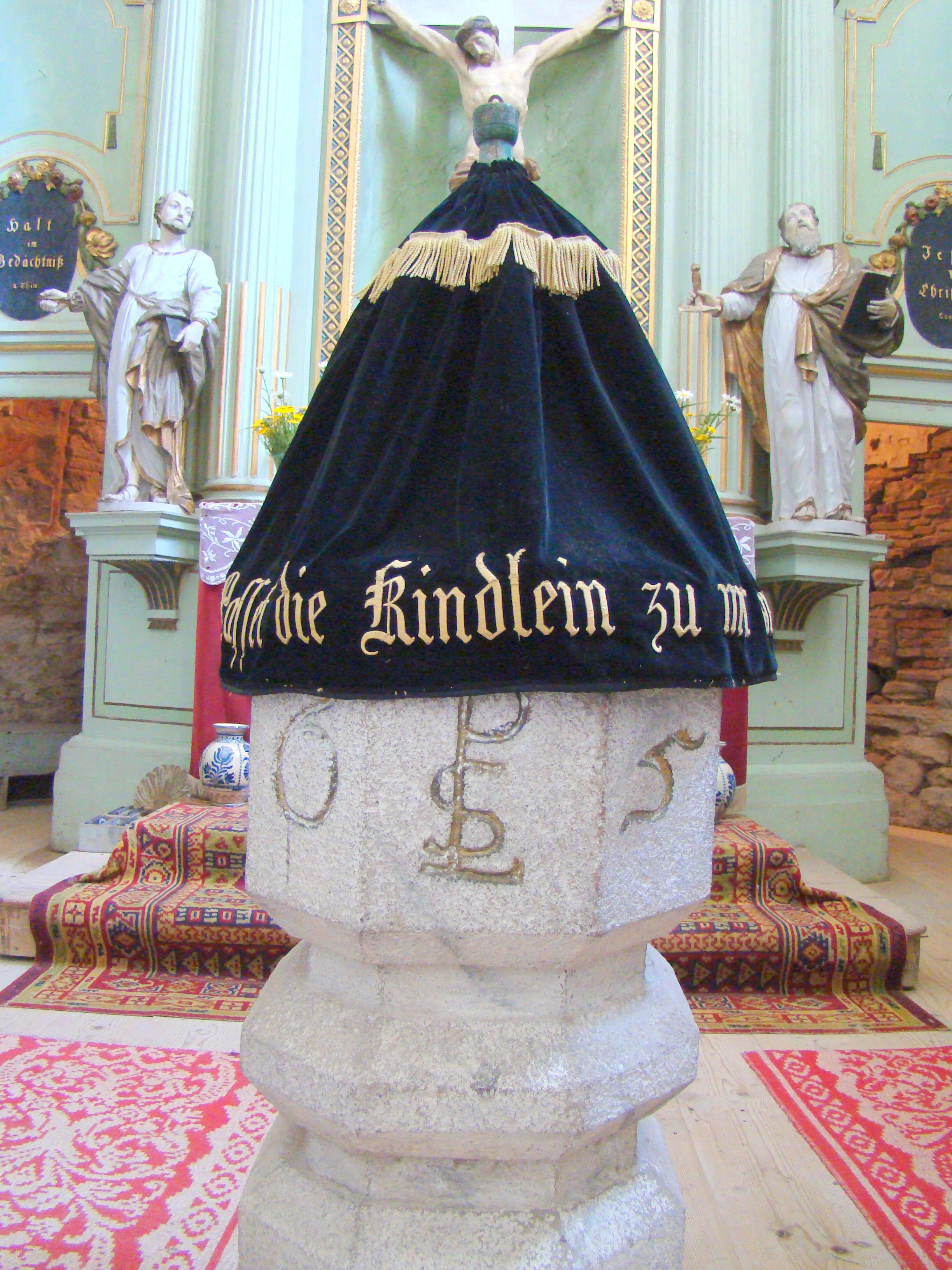
Cristelnița din piatră
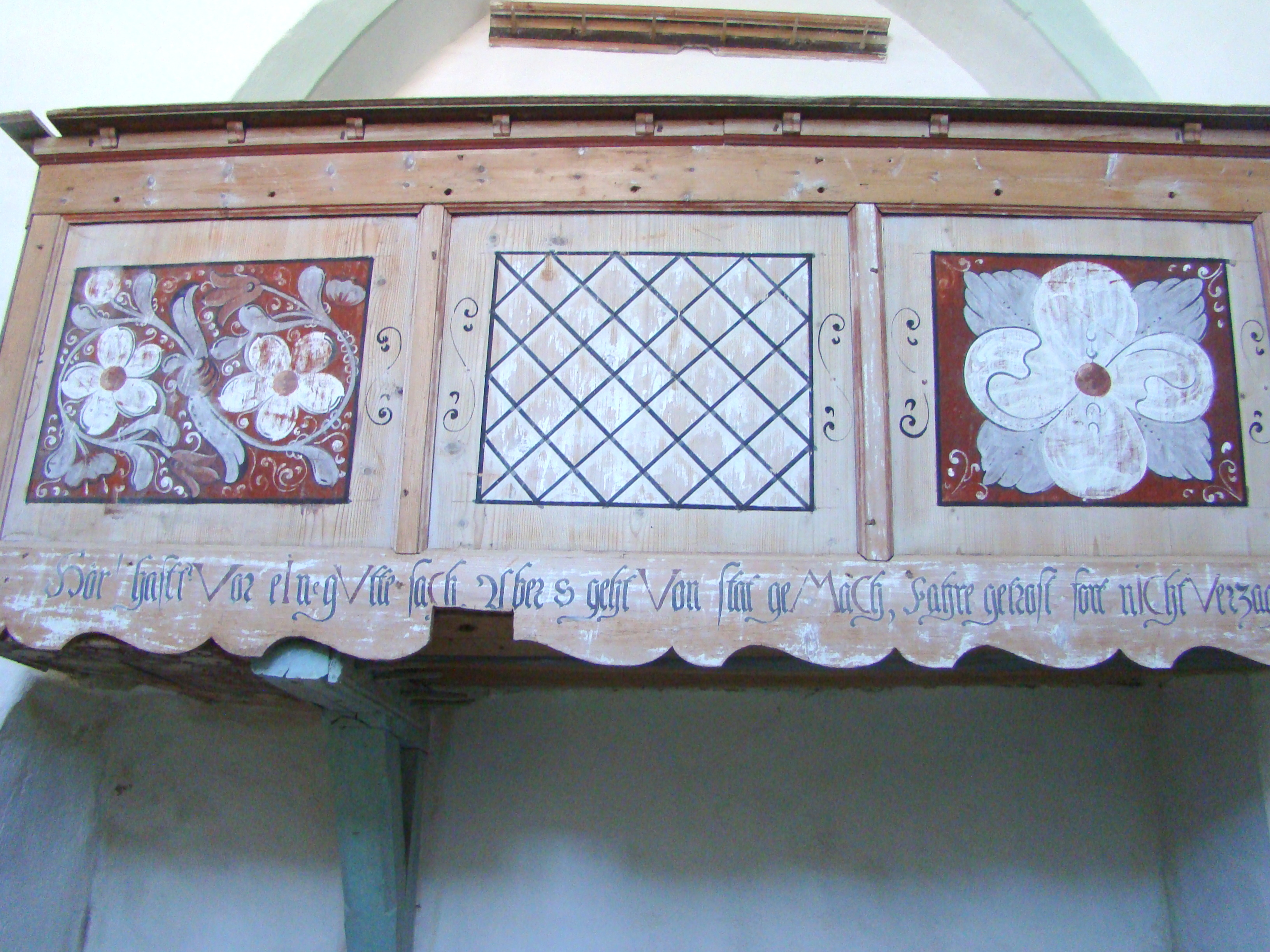
Casete de lemn pictat la parapetul tribunei
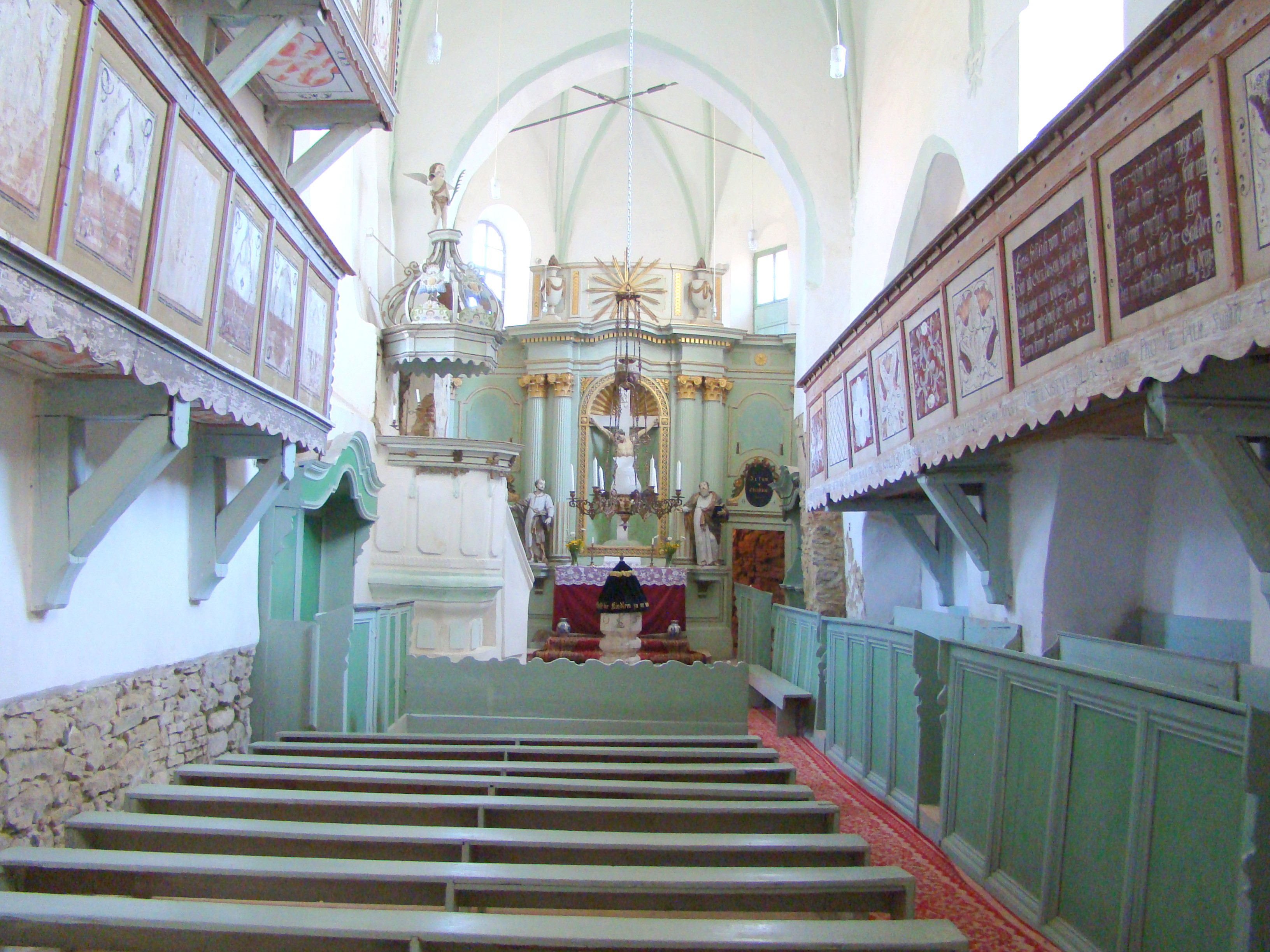
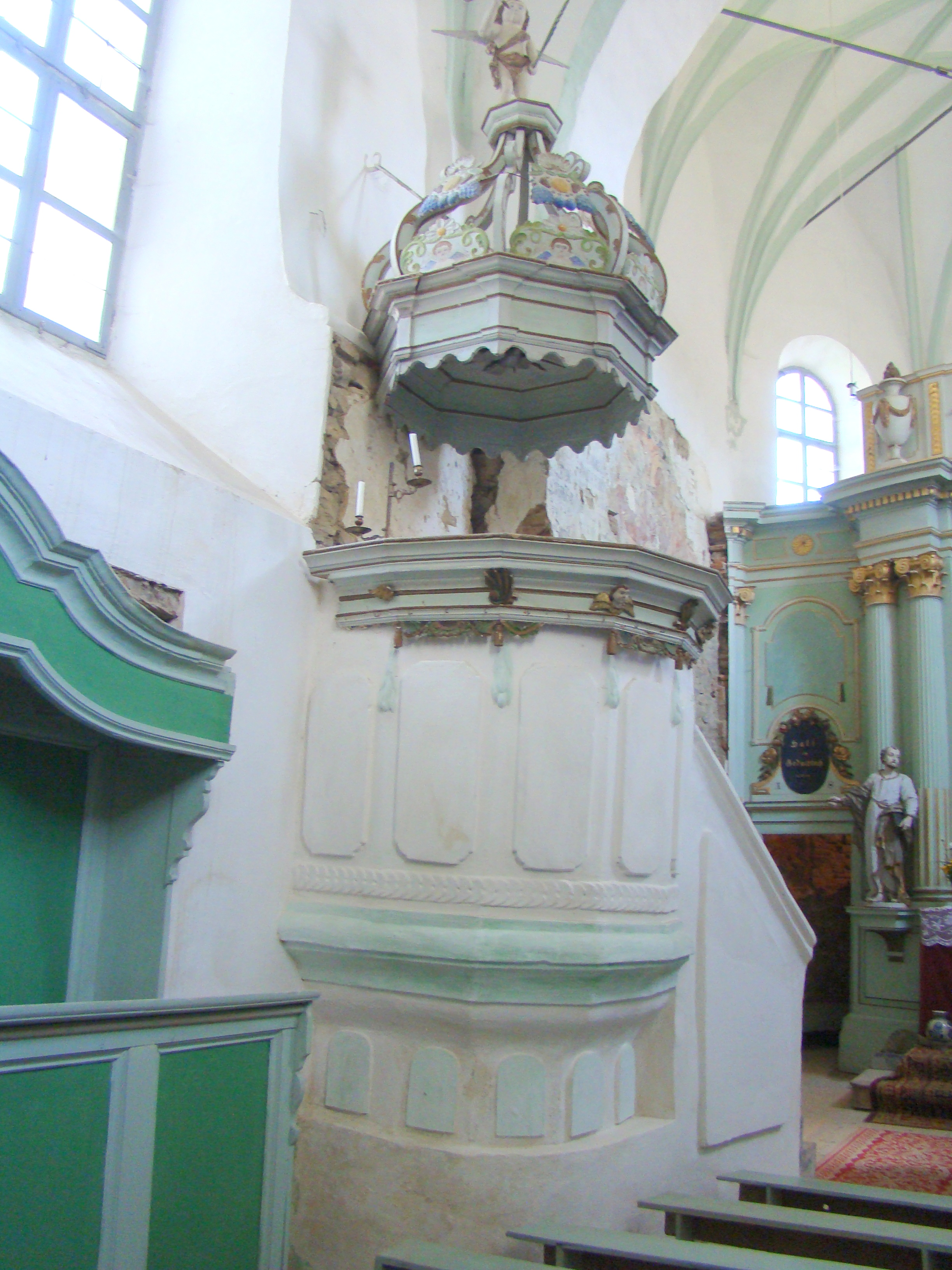
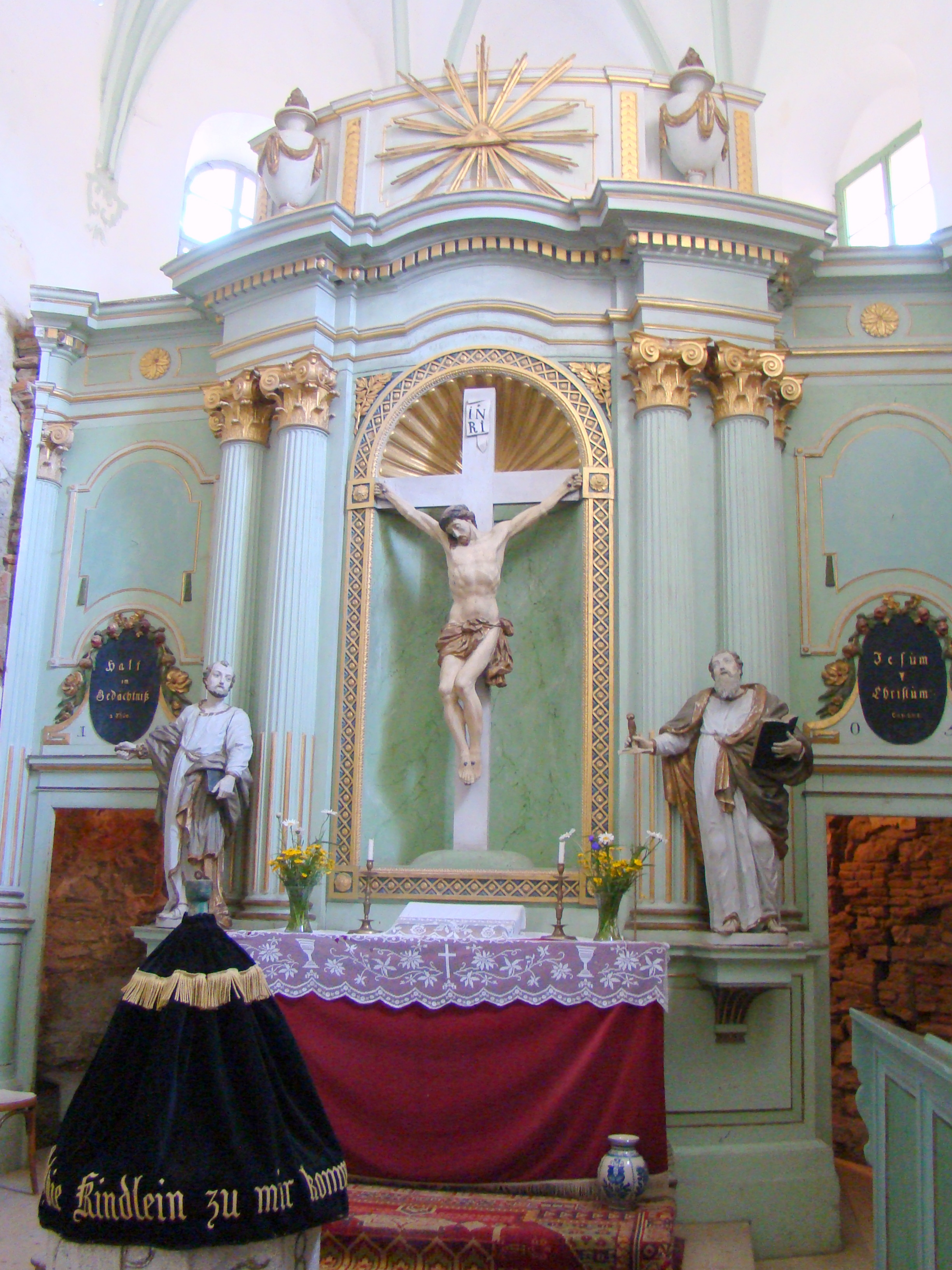
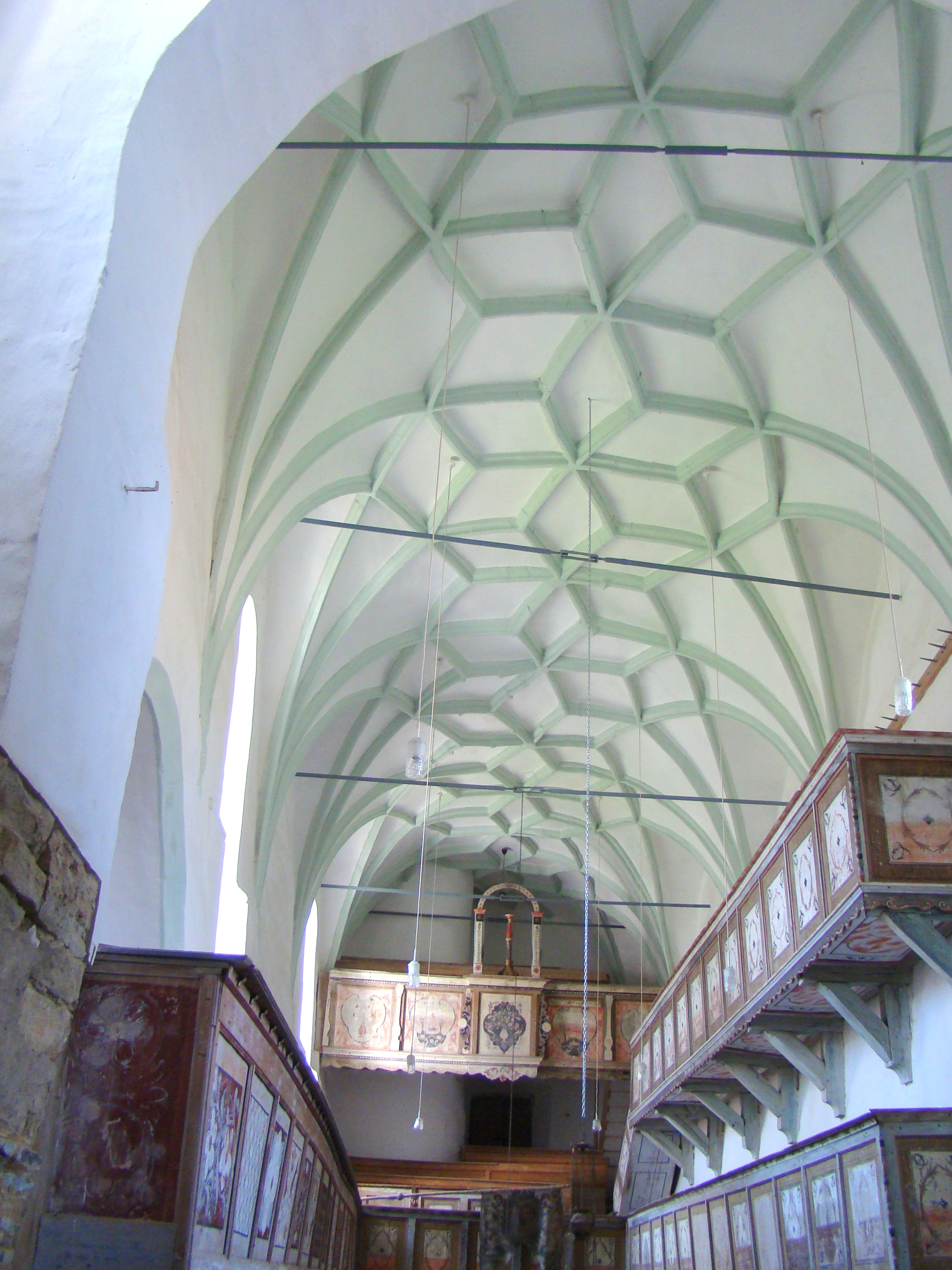
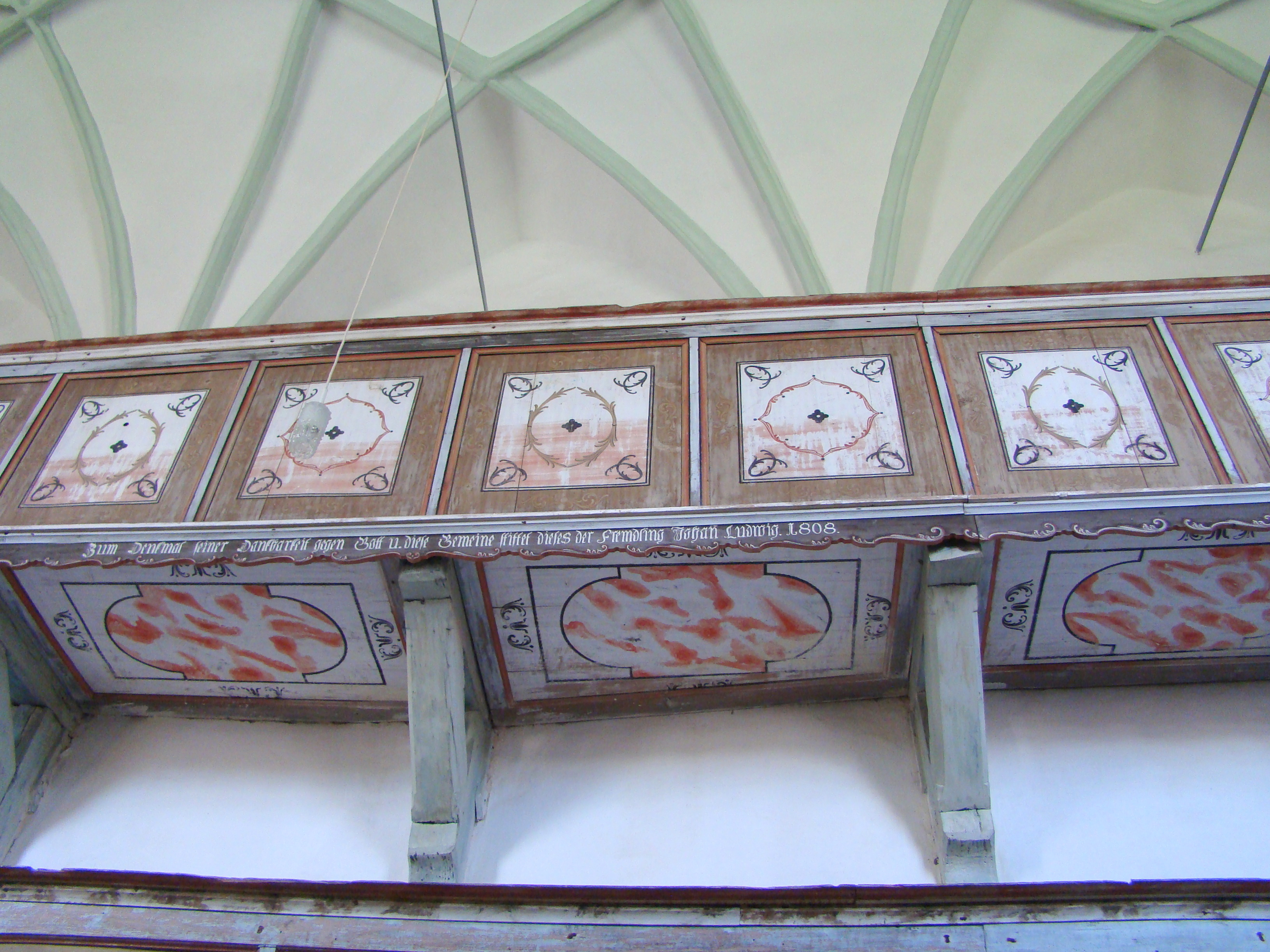
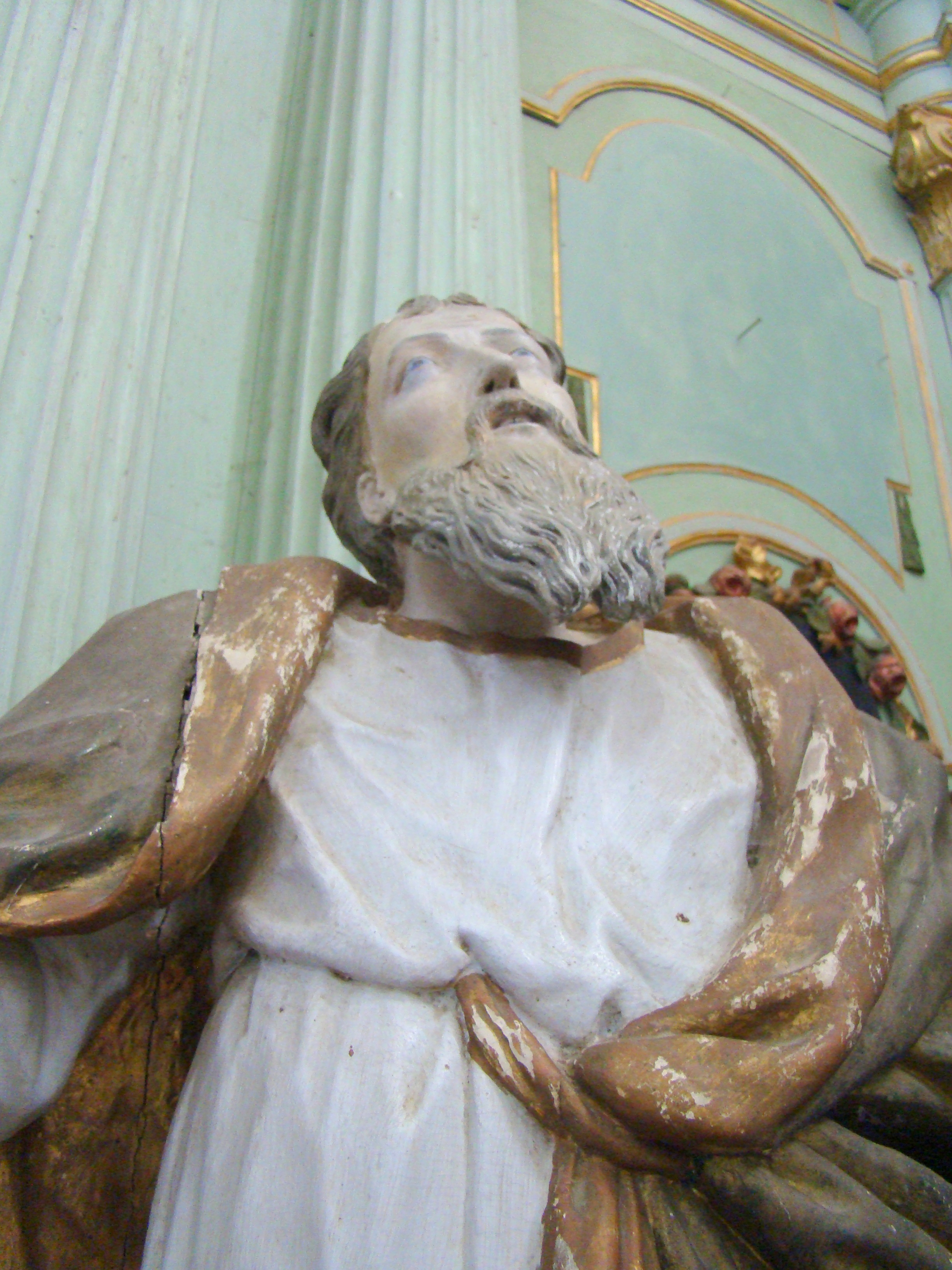
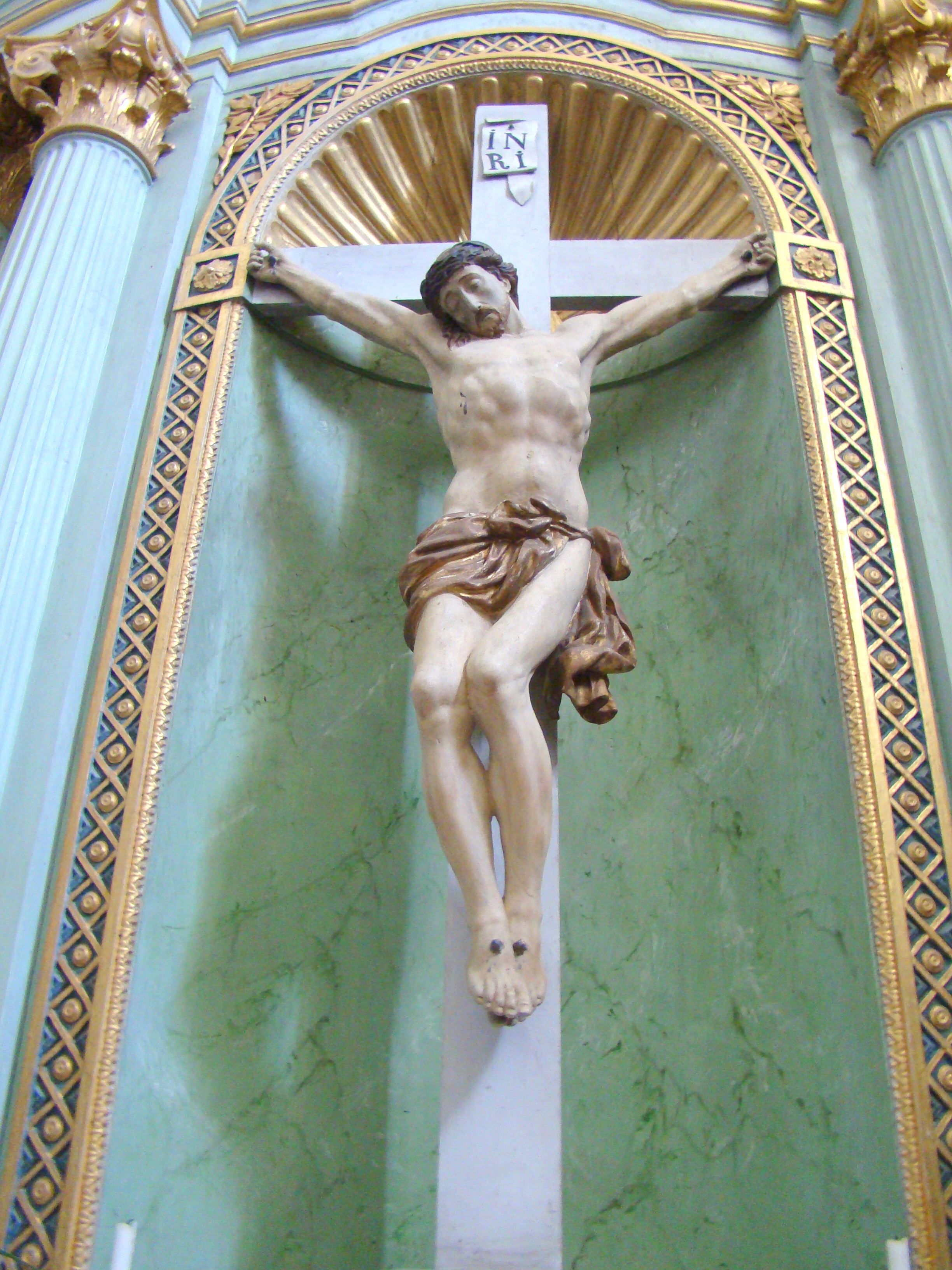
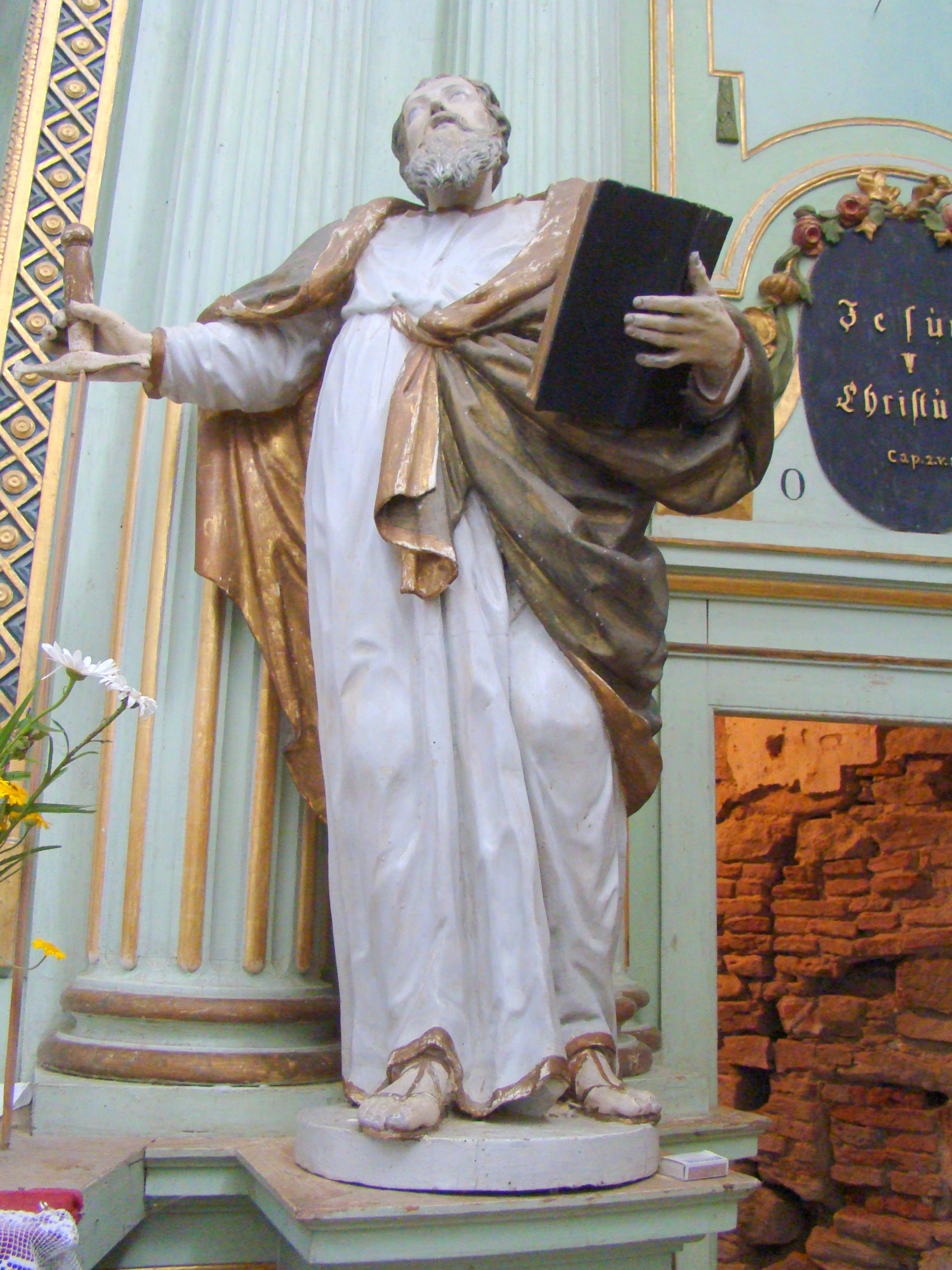
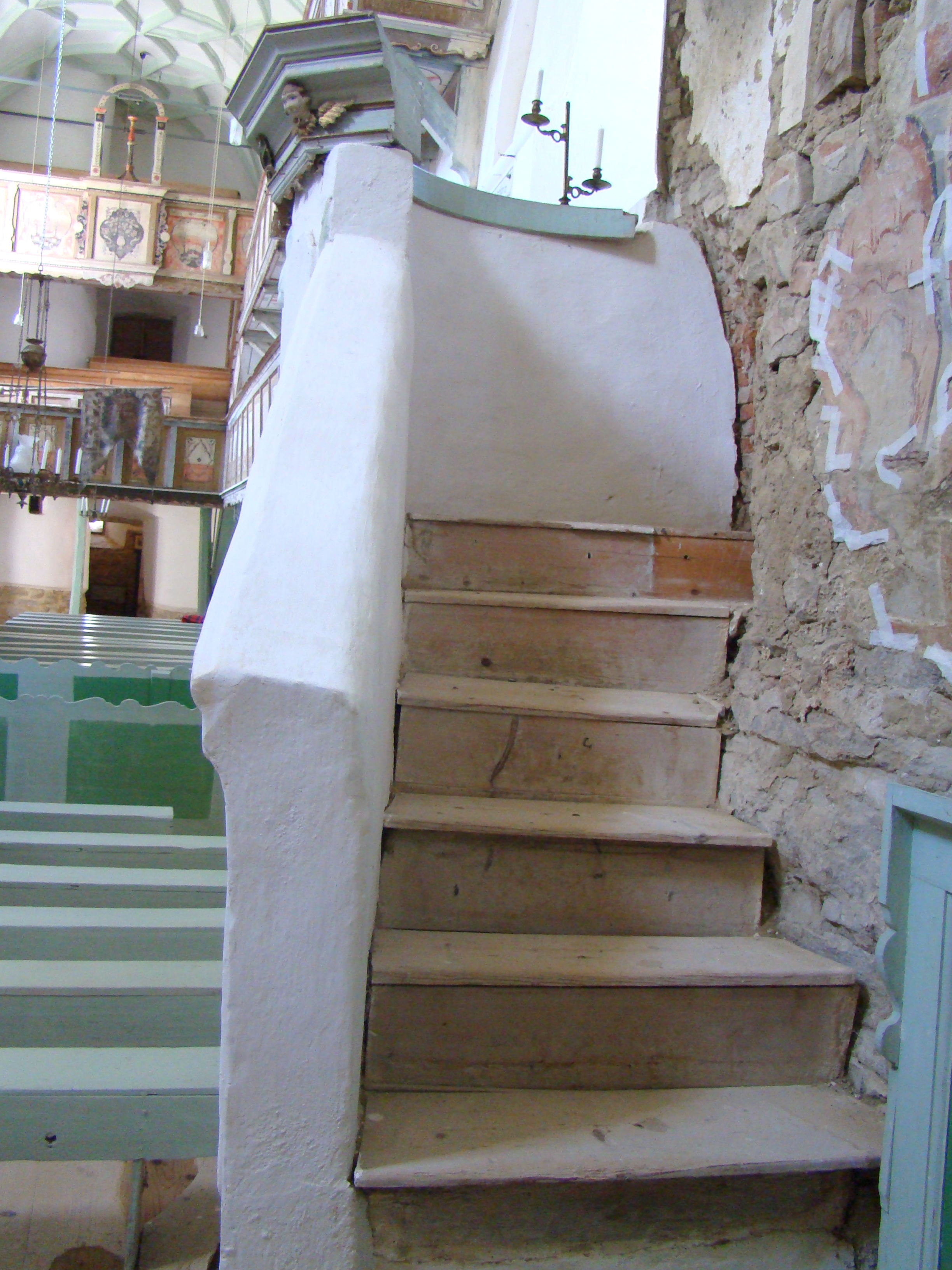
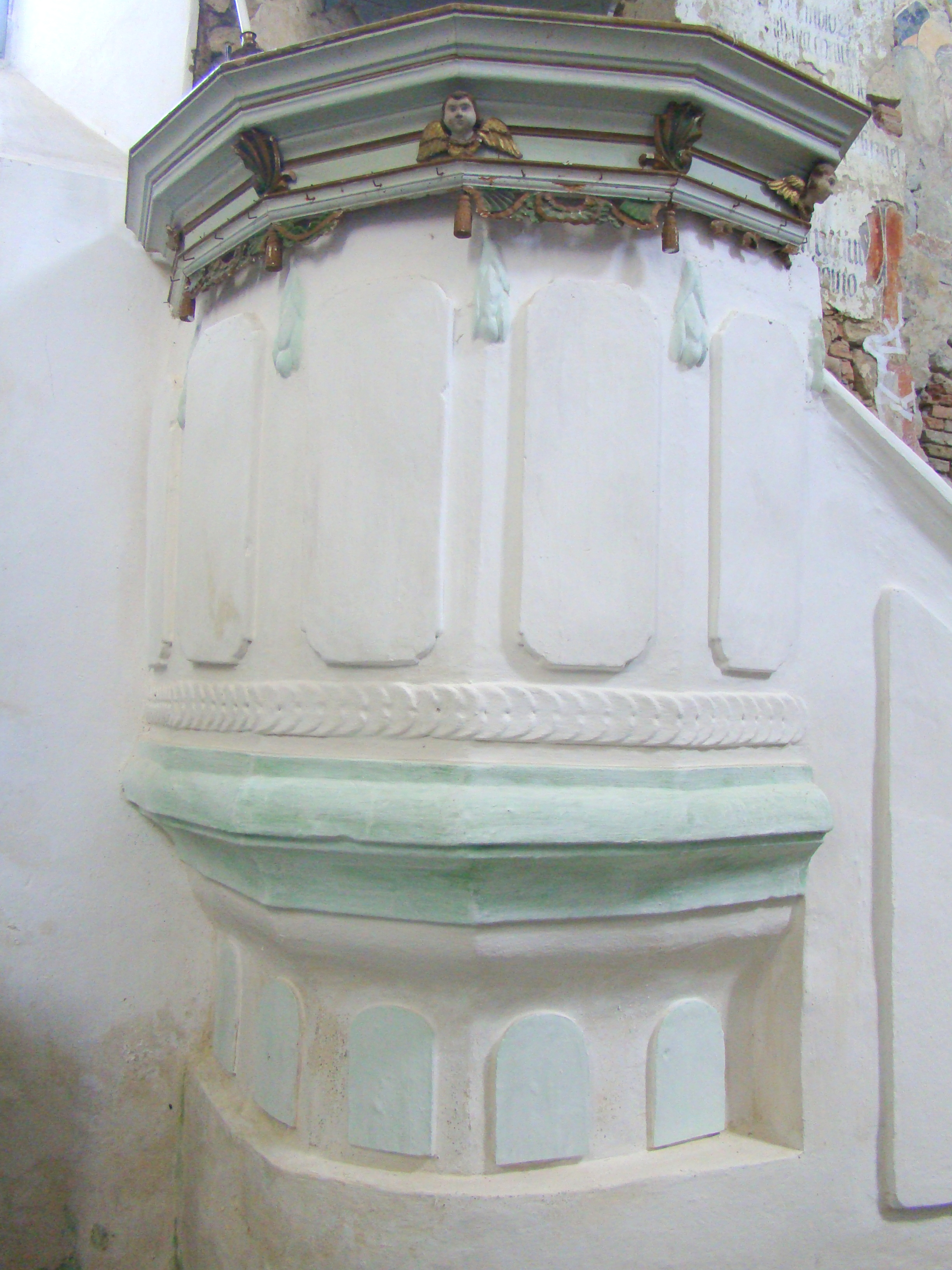
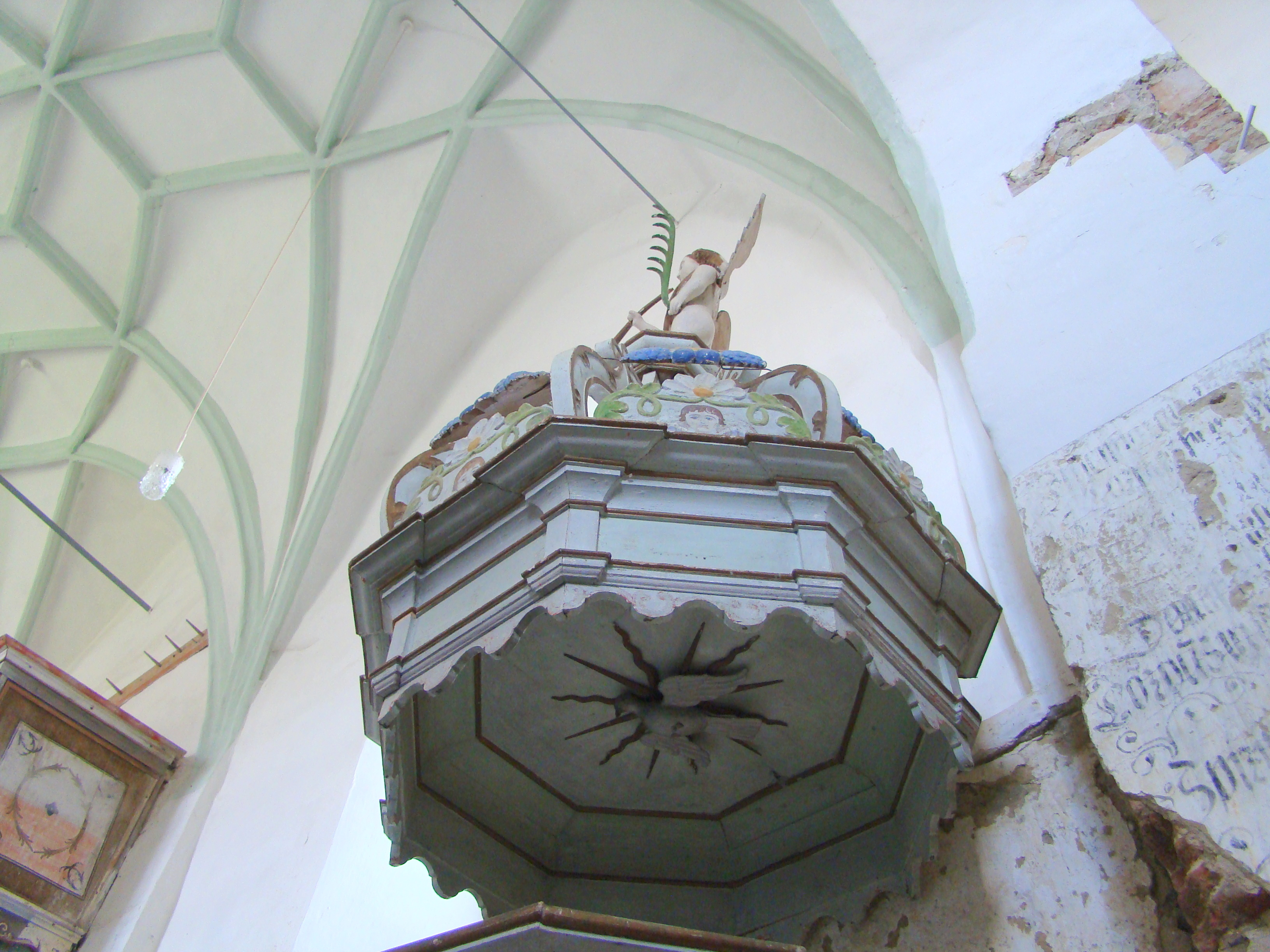
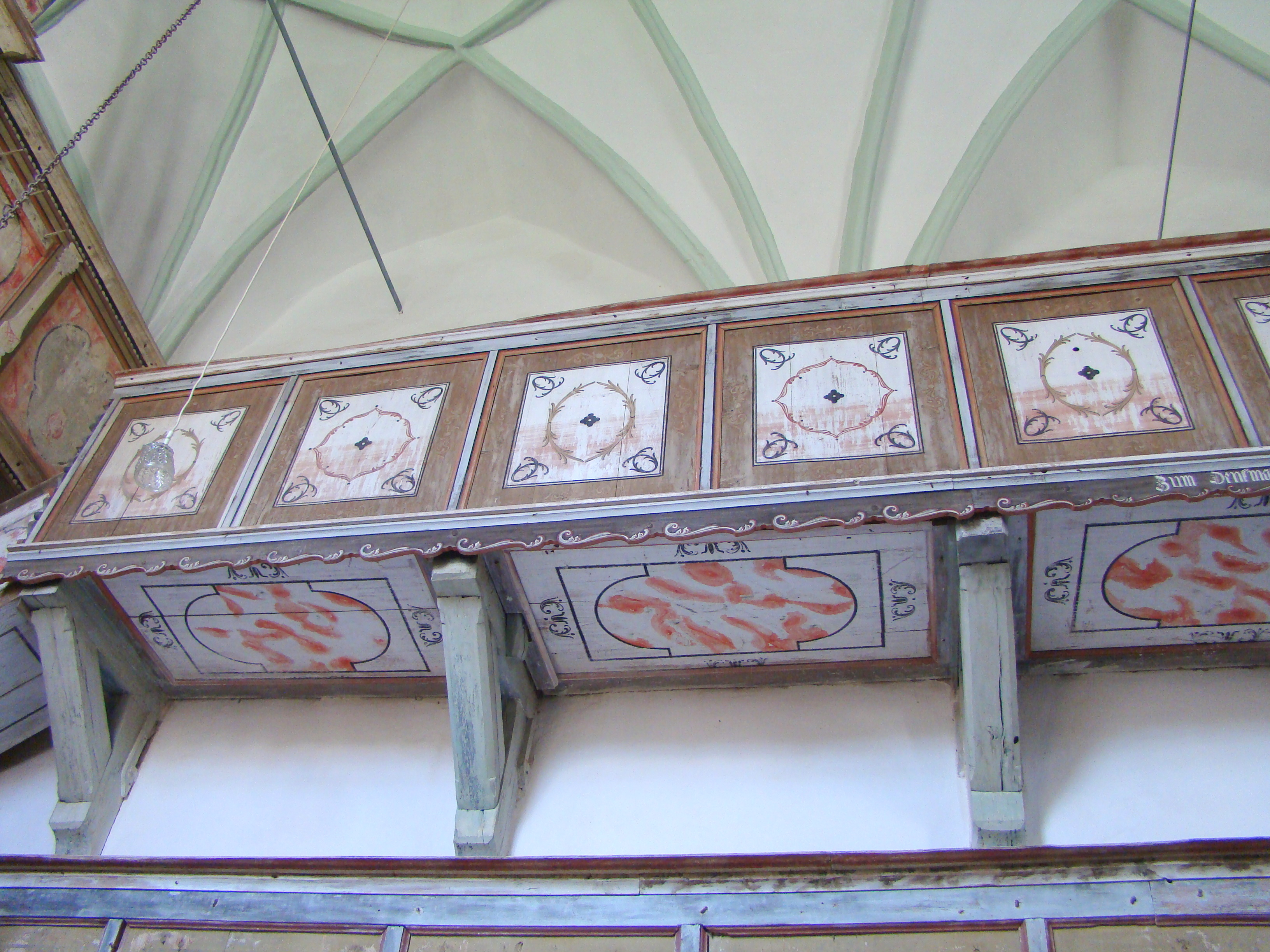
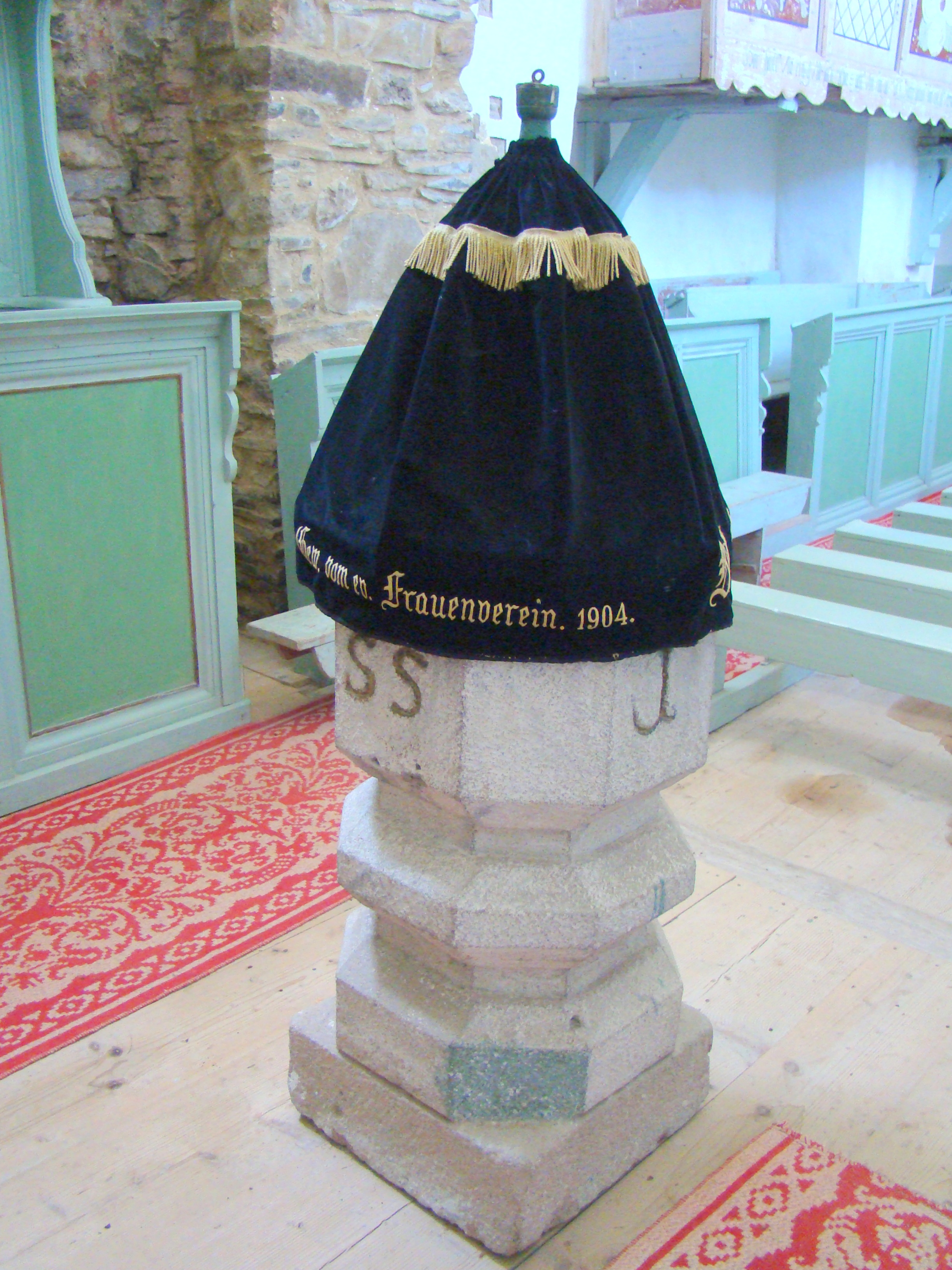
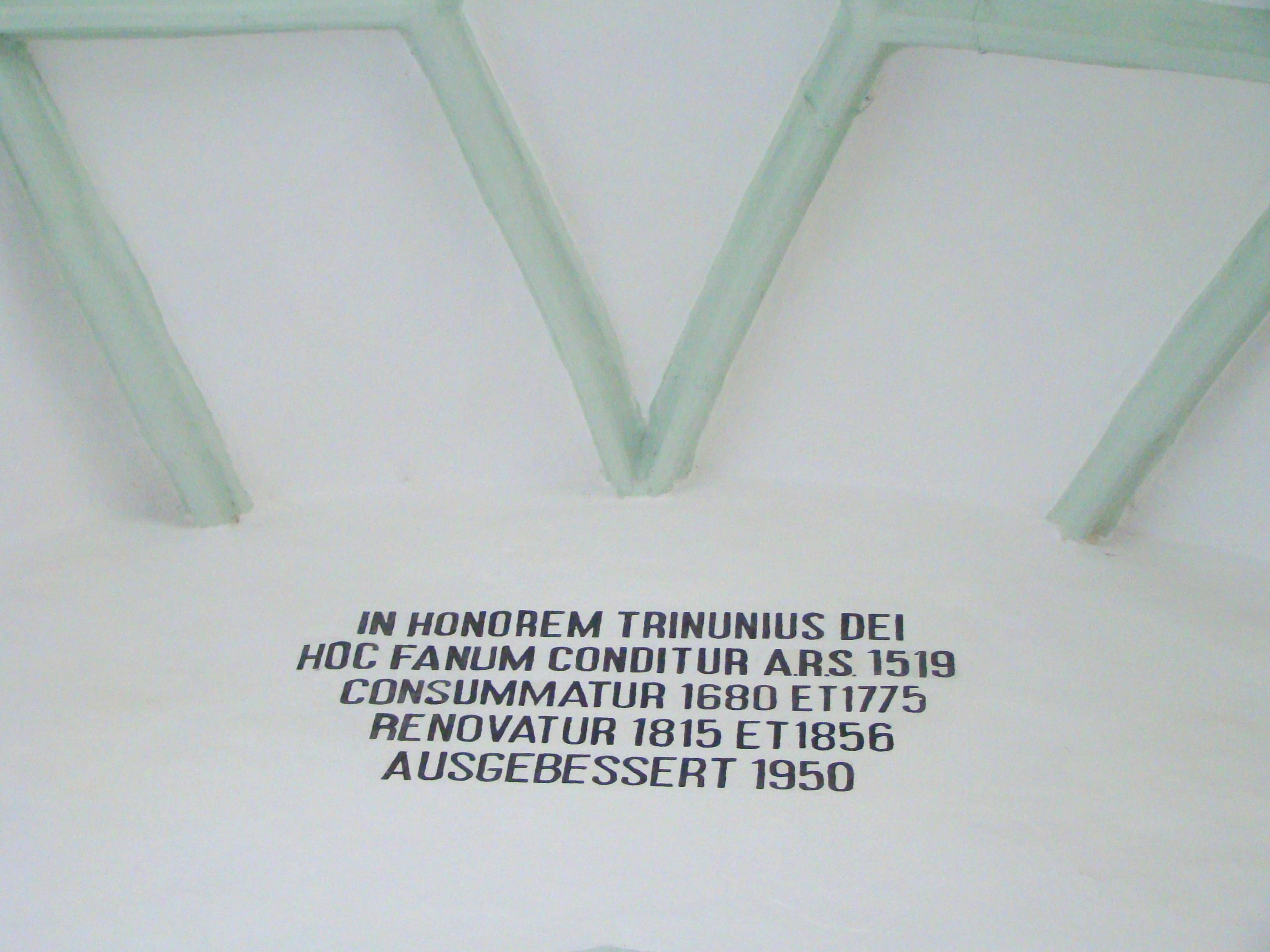
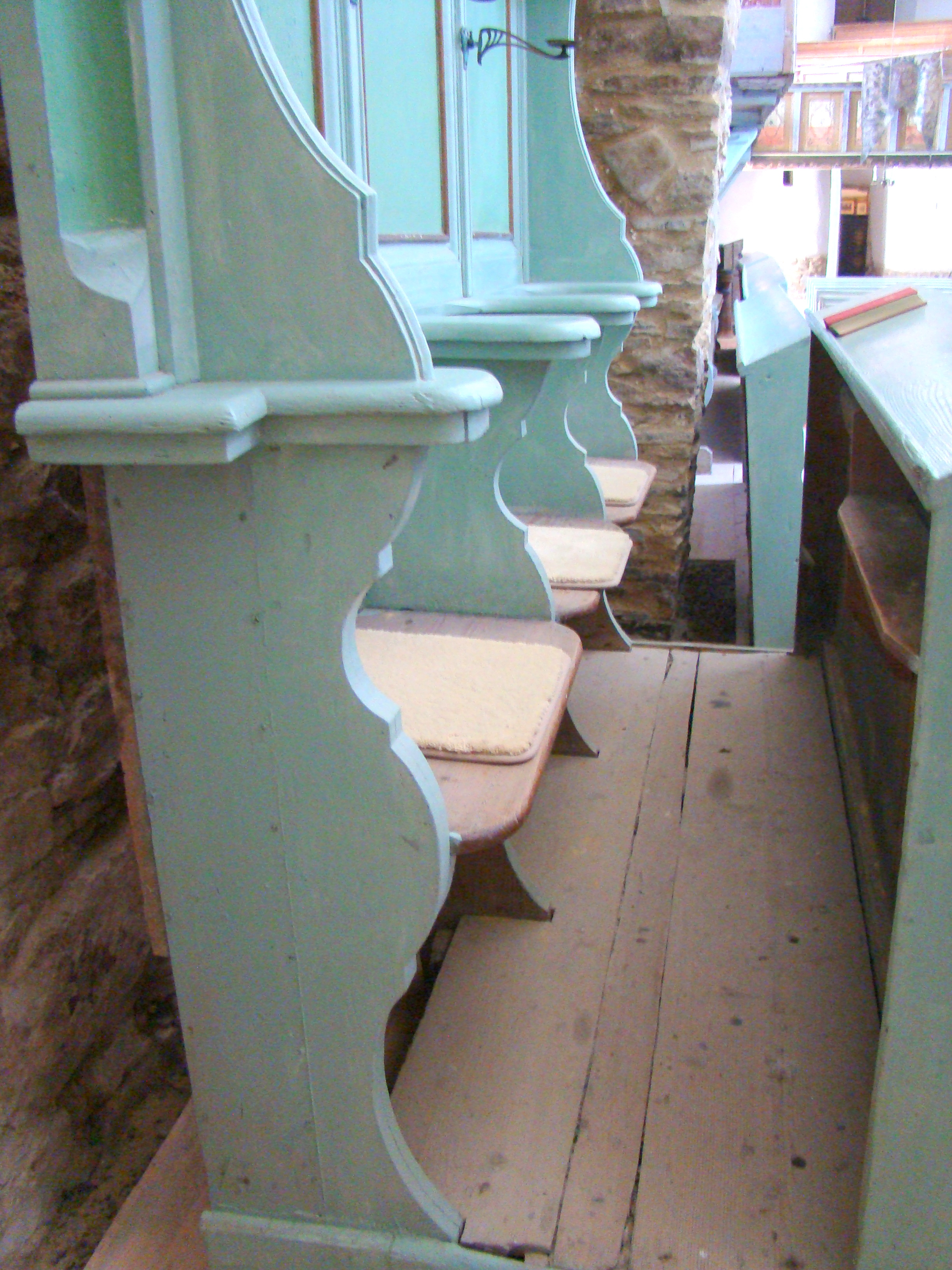
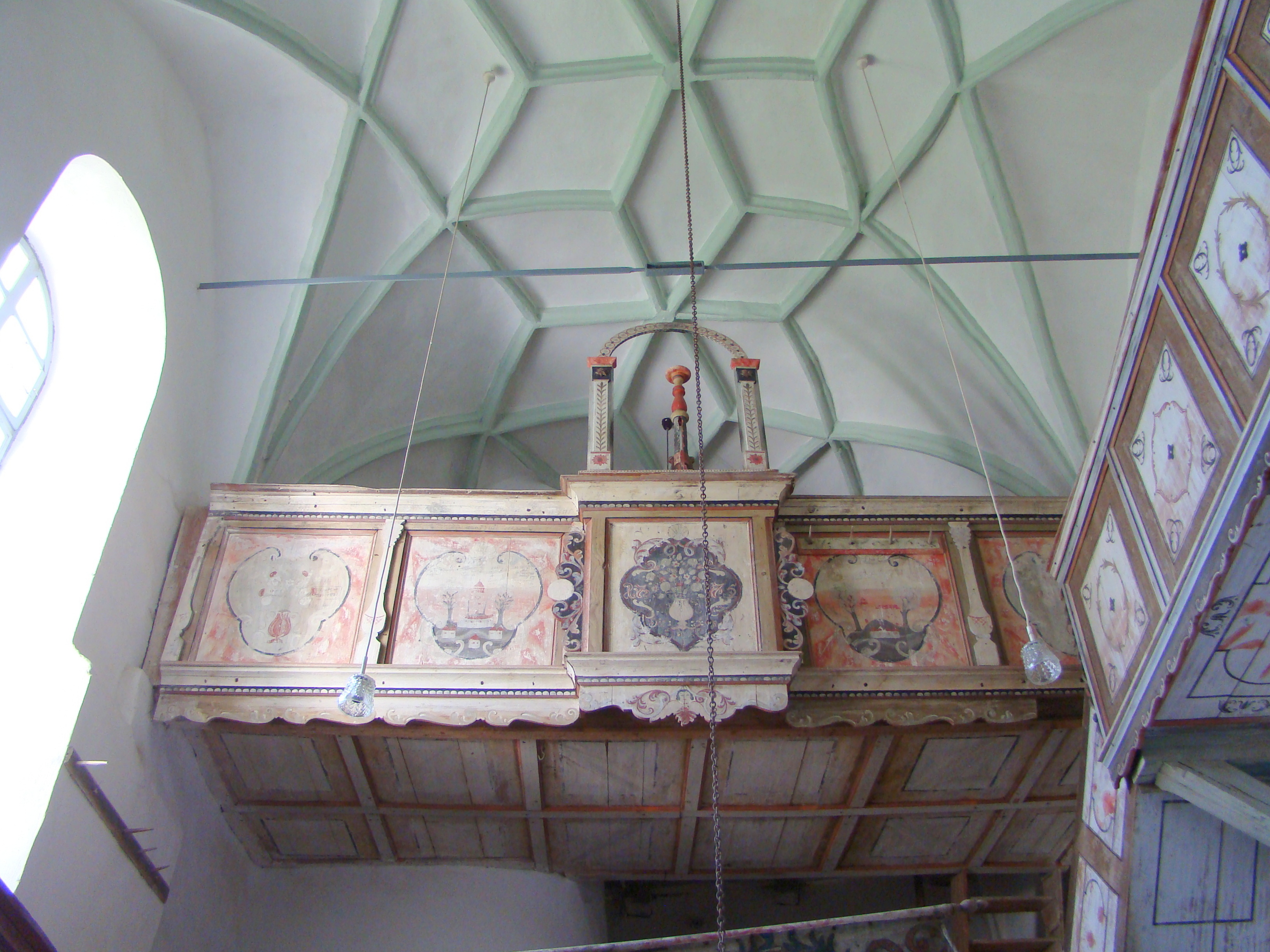
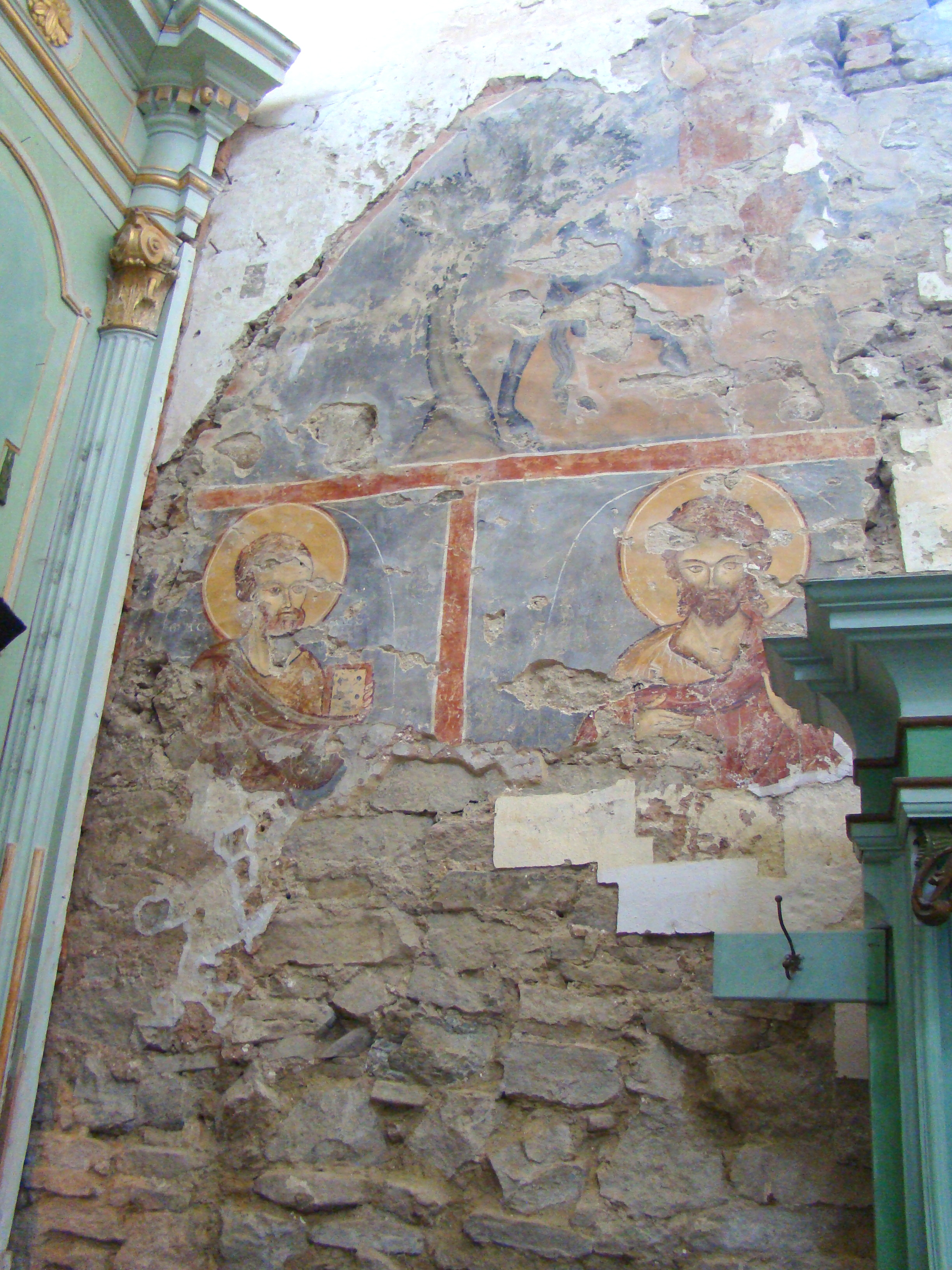
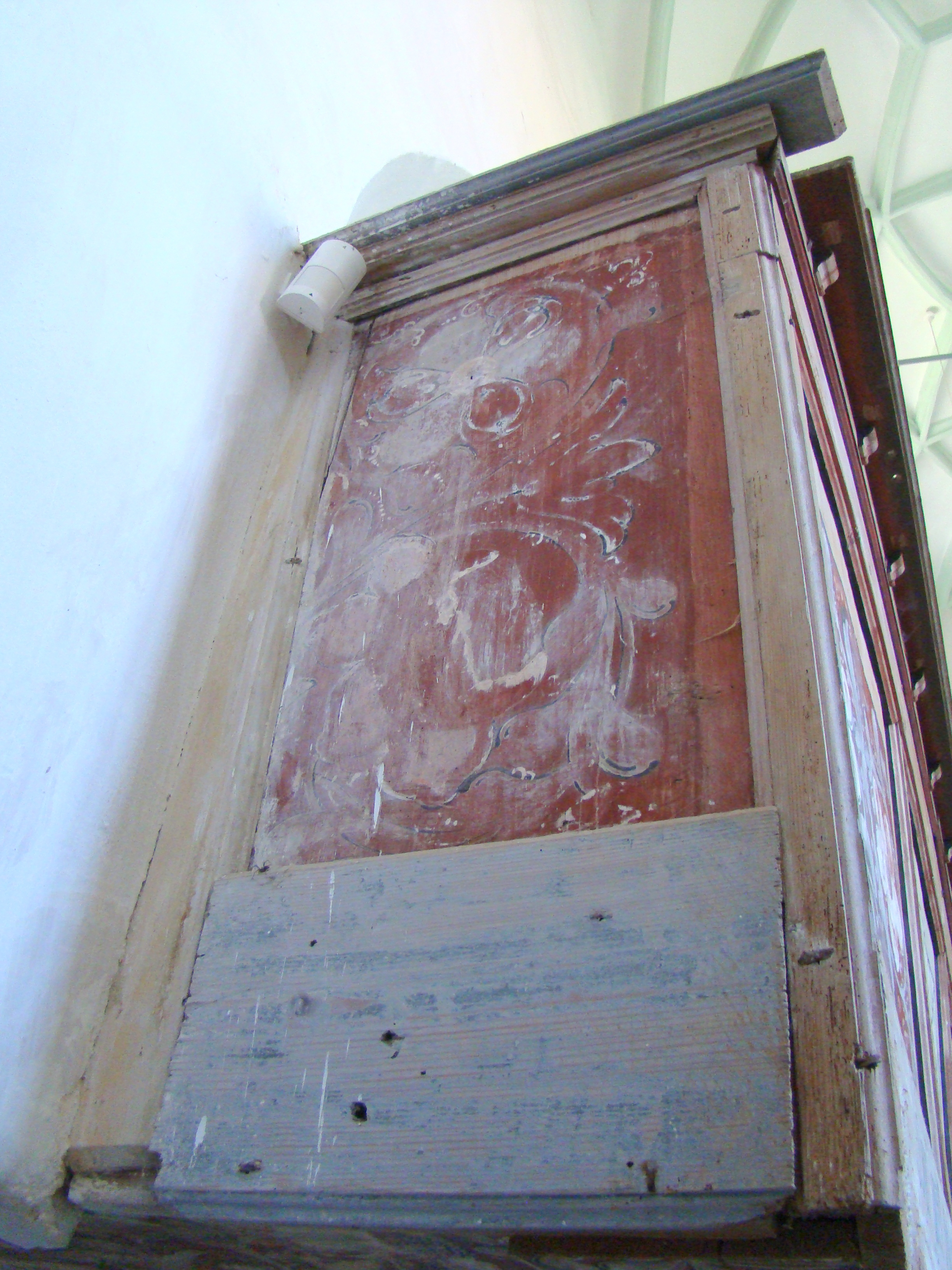
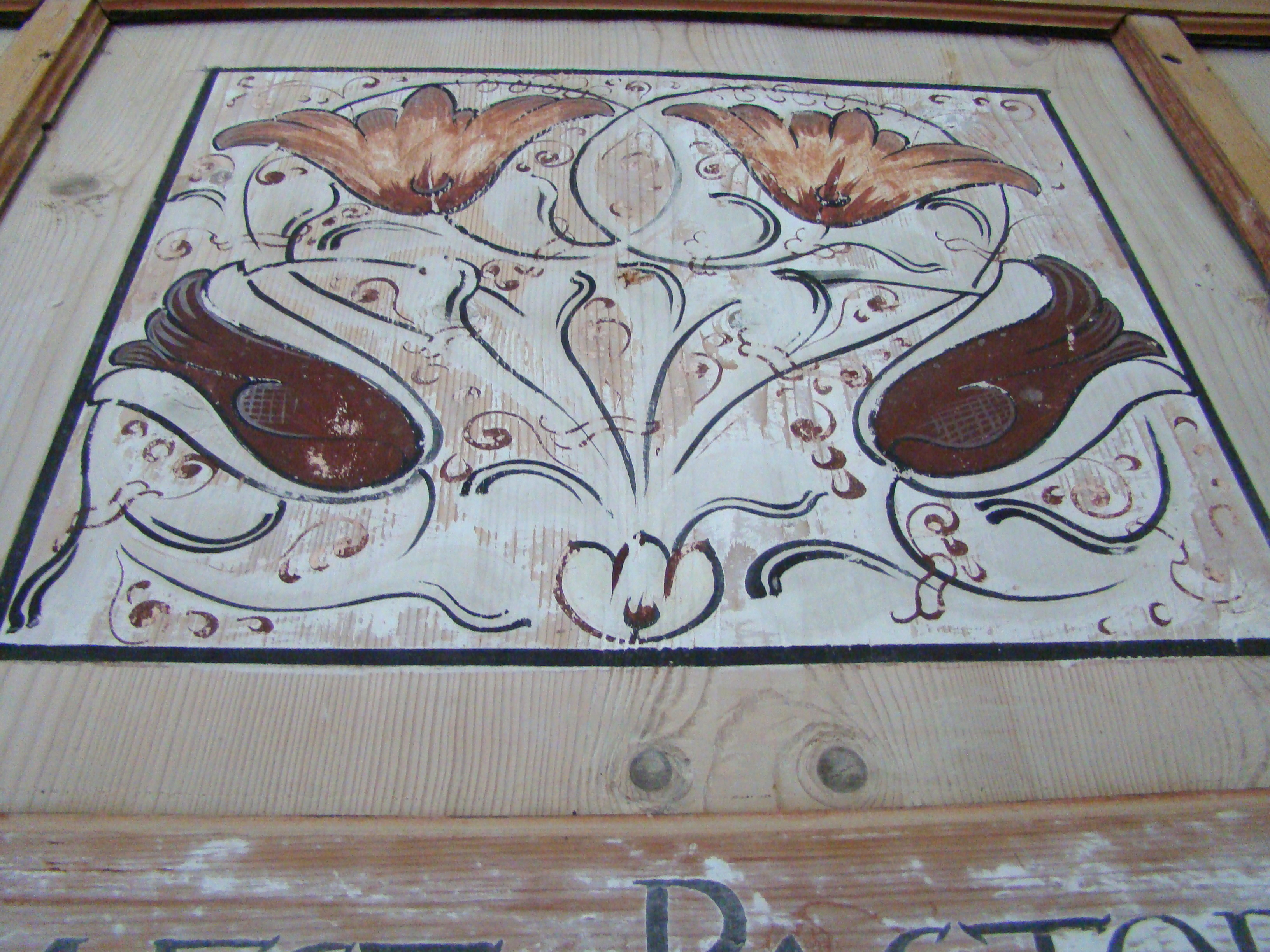
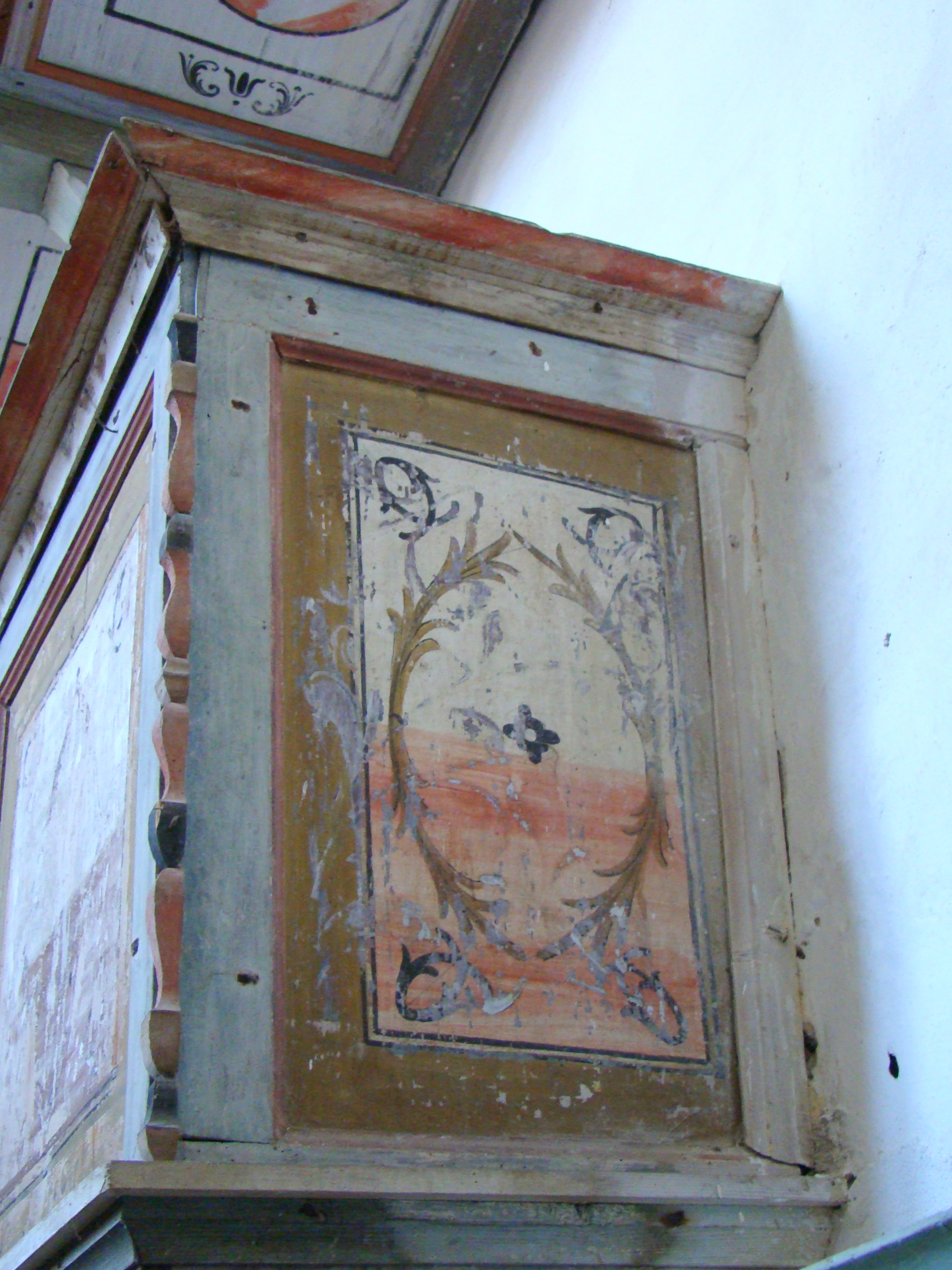
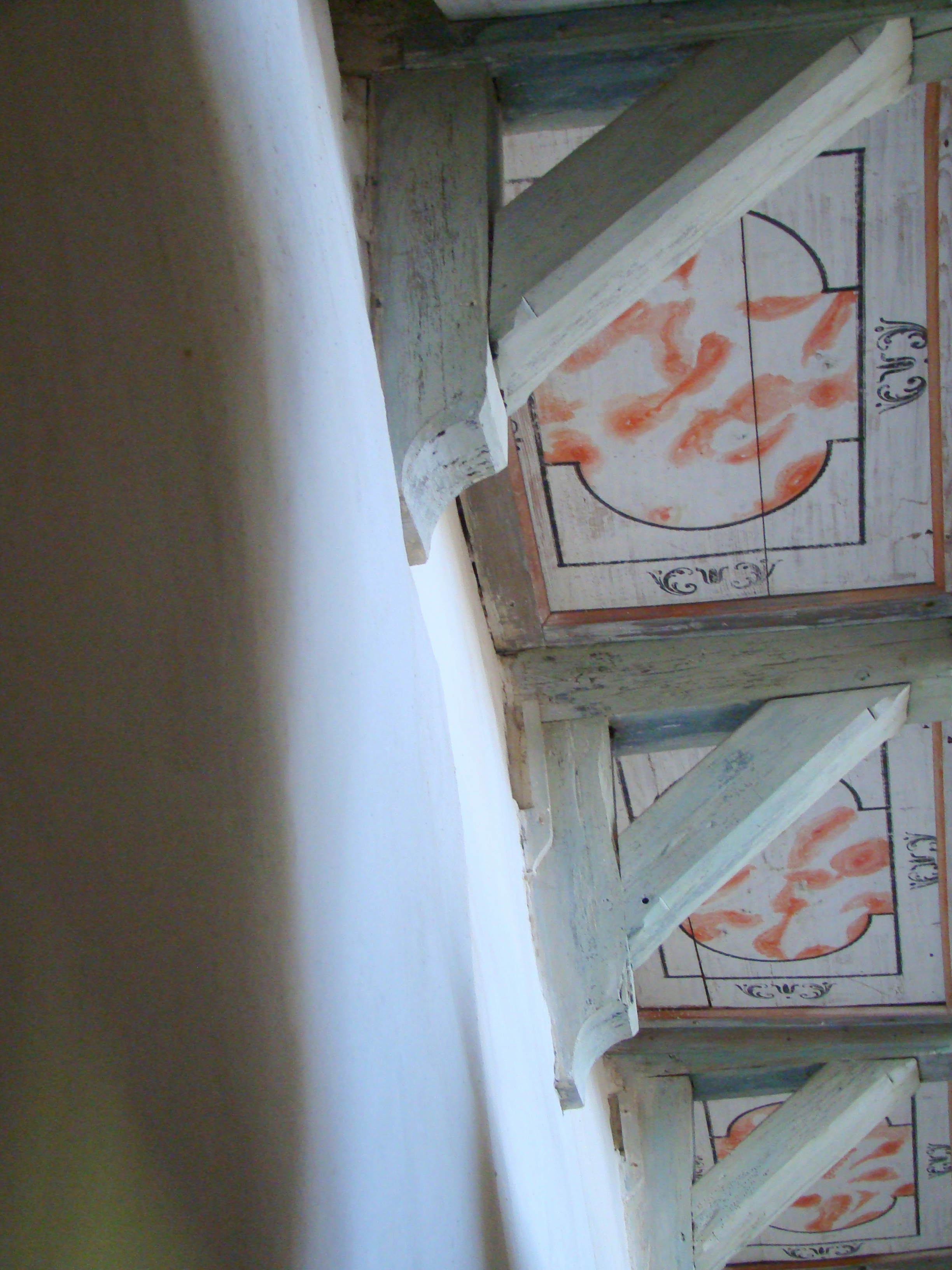
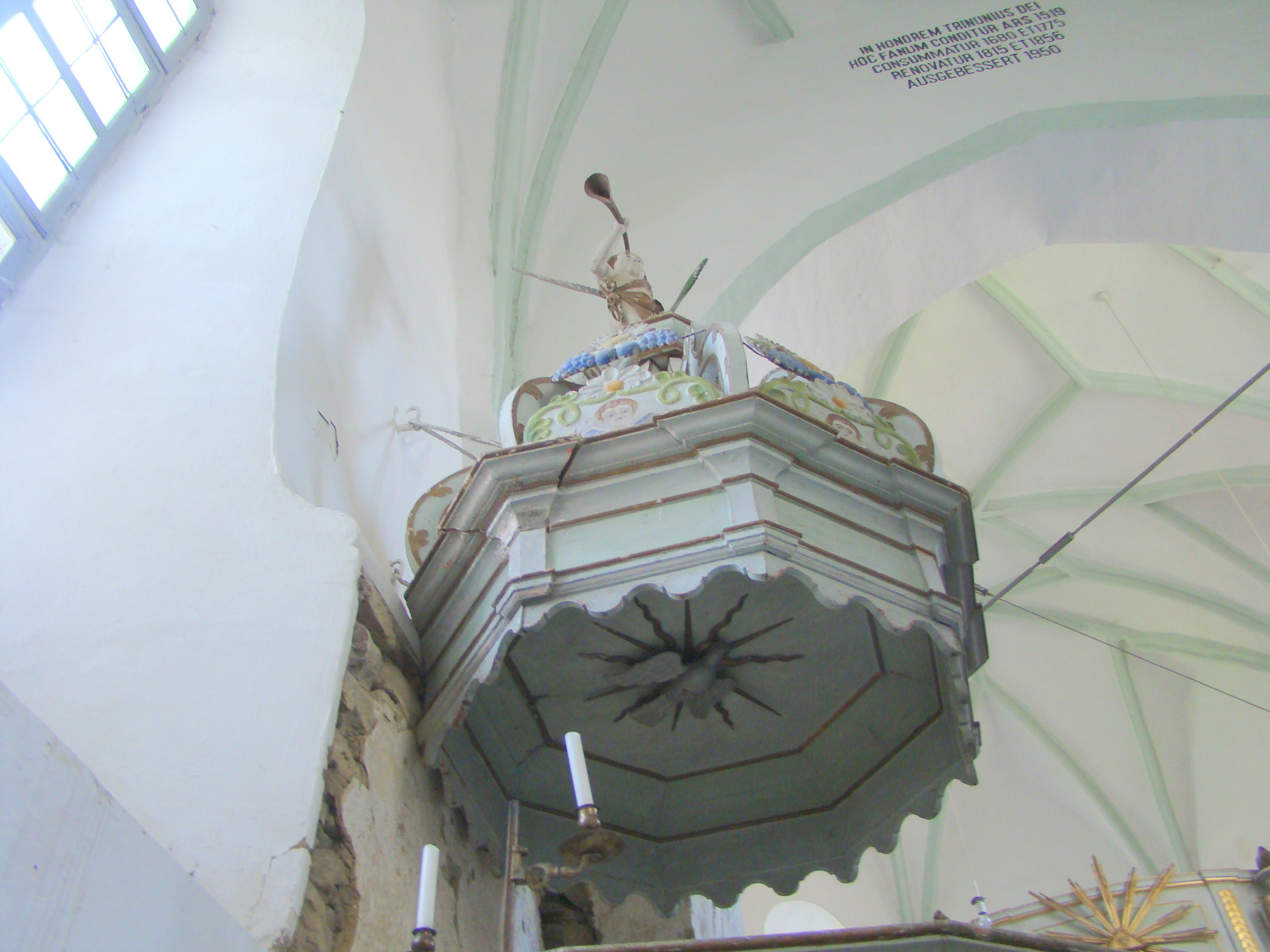
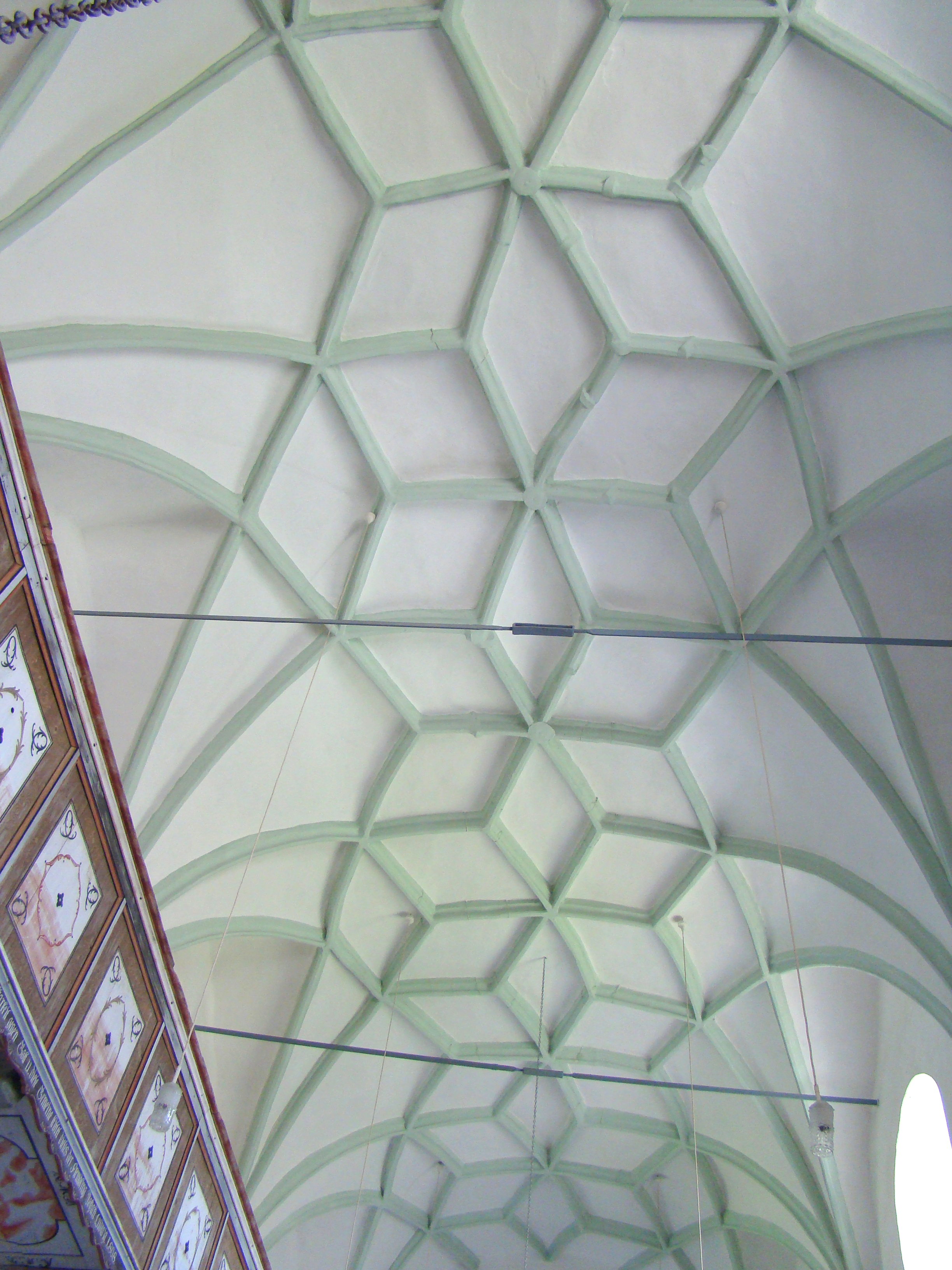
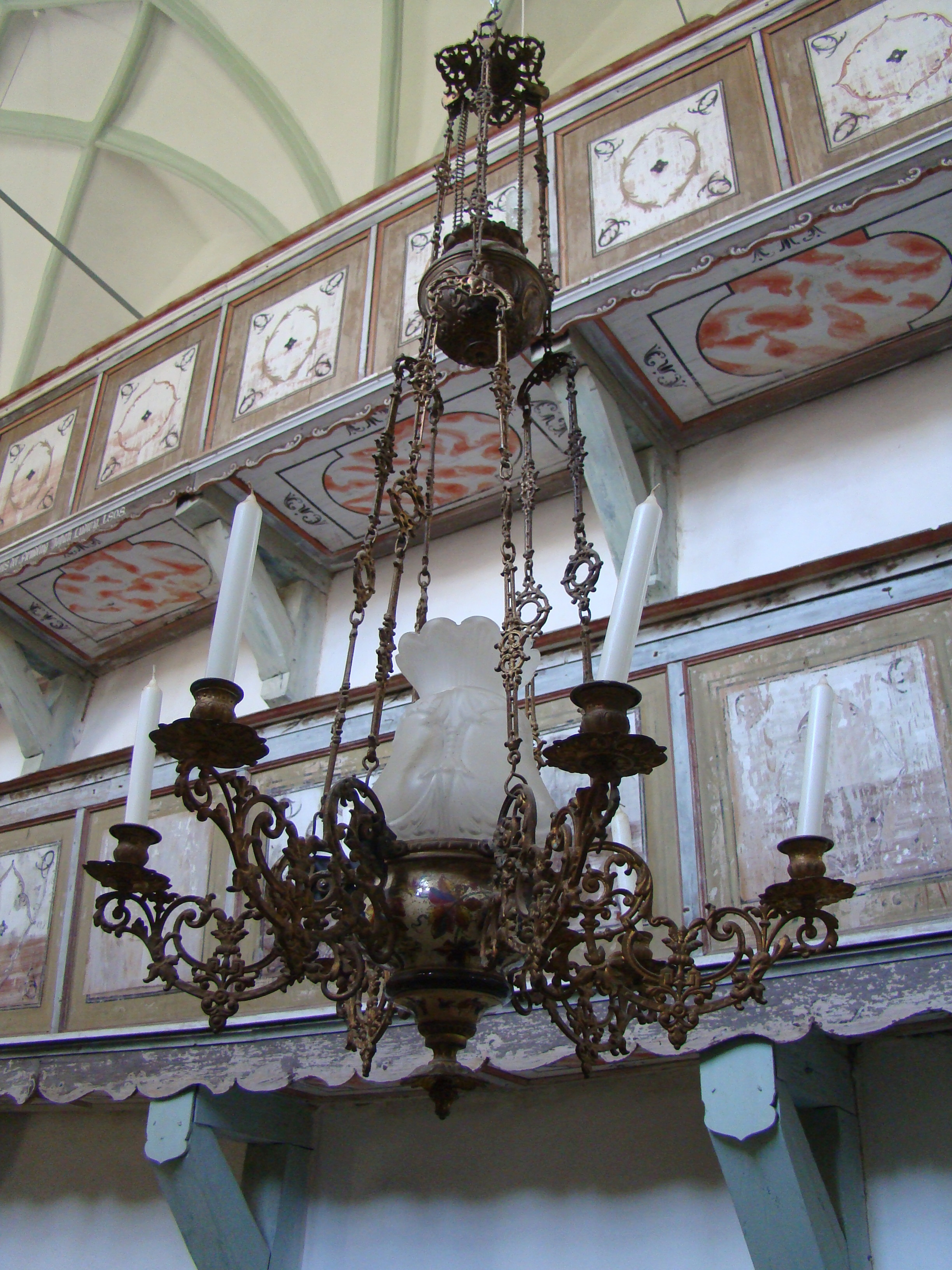
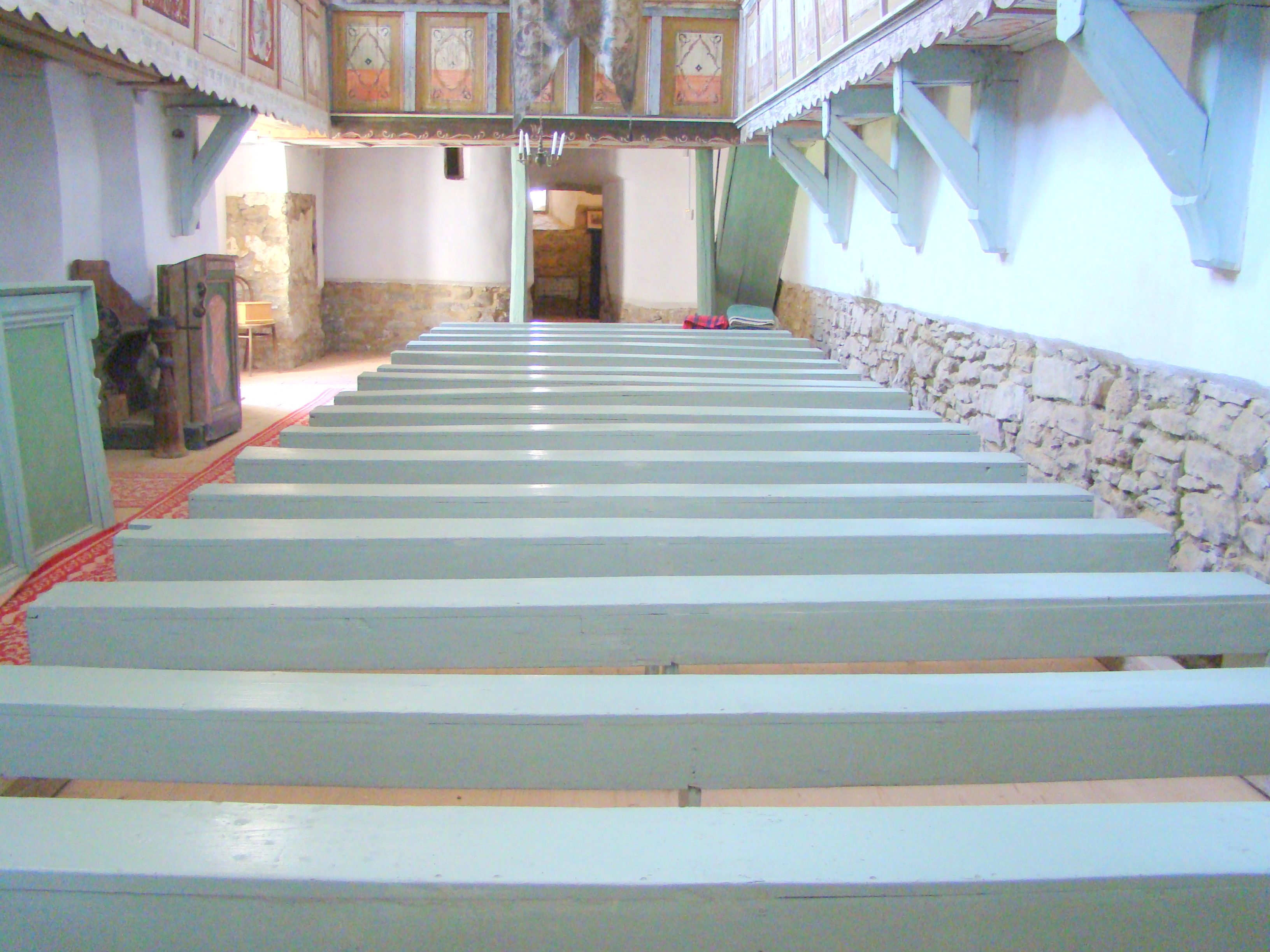
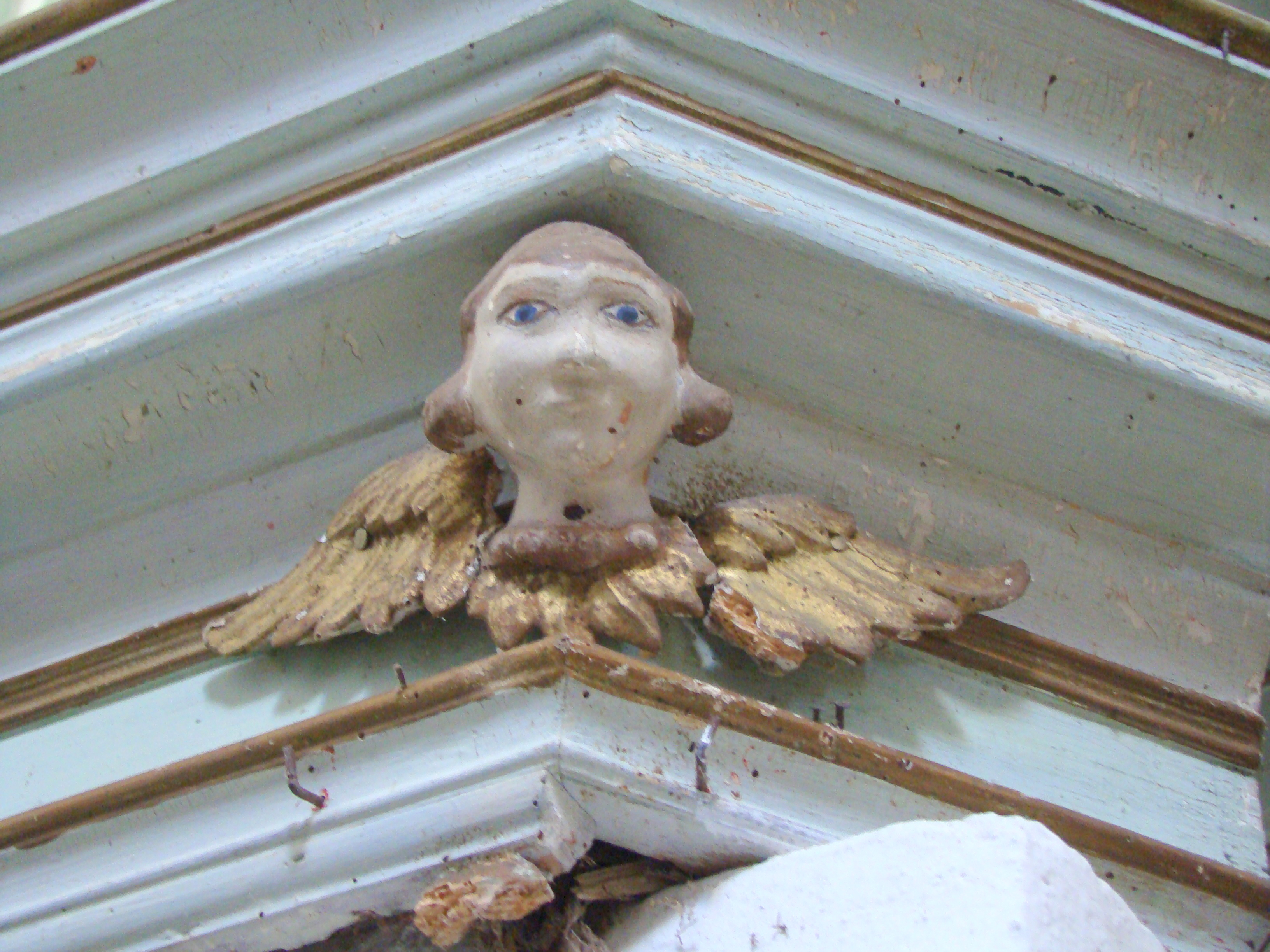